# ジャニーズ事務所
株式会社ジャニーズ事務所（ジャニーズじむしょ、英: Johnny & Associates, Inc.）は、かつて東京都港区赤坂に存在した日本の芸能プロダクション。1964年にジャニー喜多川が創業。1975年に株式会社として設立。男性アイドルのプロデュース業などを中心に事業展開していた。
創業者であるジャニー喜多川による性加害問題を受けて2023年10月17日に株式会社SMILE-UP.（スマイルアップ）へと社名を変更した。同日に新たなエージェント会社STARTO ENTERTAINMENT（スタートエンターテイメント）を設立し、所属タレントのマネジメント業務については2024年4月10日をもって同社に移管した。現在SMILE-UP.は性加害問題にかかる補償業務に専念しており、補償後に廃業する予定。

## 歴史

### 設立以前

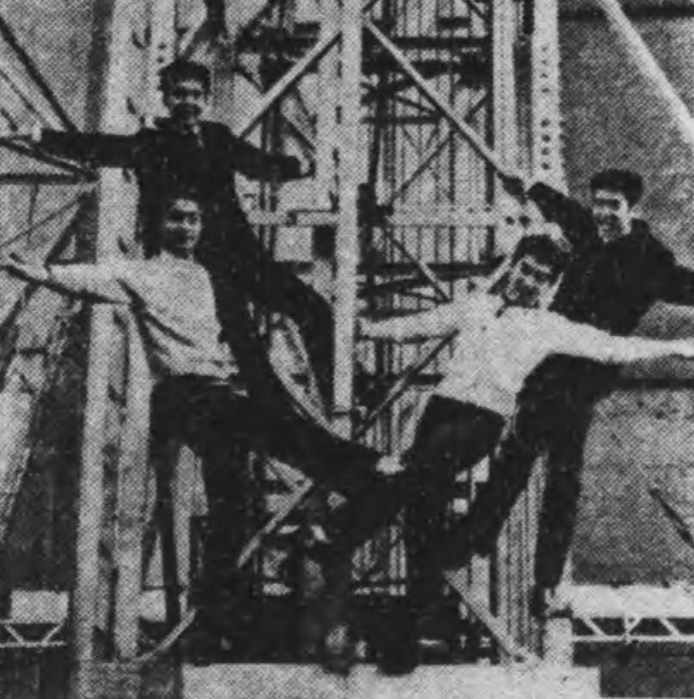
1962年4月に結成されたジャニーズ

アメリカ合衆国カリフォルニア州ロサンゼルス出身で日系人のジャニー喜多川がアメリカ西海岸のエンターテインメントの世界に触れる。1952年に喜多川が来日して駐日アメリカ合衆国大使館で通訳として勤務する傍ら、宿舎の近所の少年たちを集めて野球チームを作り、この野球少年たちの一人であったあおい輝彦（青井輝彦）が「ジャニーさんが監督なんだから、チームの名前もジャニーズでいいんじゃない」と言ったことがきっかけでチーム名を「ジャニーズ」と命名した。その後チームは映画館で『ウエスト・サイド物語』を鑑賞し、感動したことからダンスの練習を始めた。この時の野球少年から選抜されたのが事務所最初のタレントグループであるジャニーズであった。喜多川は単なるタレント育成ではなくミュージカル俳優のような「歌って踊れるタレント」の育成を目指し、1962年4月にジャニーズを結成した。

### 1960年代 - ジャニーズ事務所 草創期

ジャニーズ事務所時代のロゴ

1962年、名和プロダクション内の芸研に「芸研ジャニーズ」を作り、初代ジャニーズの4人を含め性別問わず歌やダンスのレッスンを行っていた。
1964年、名和プロダクションから独立してジャニーズ事務所を設立した。この時点では法人化はされておらず、単に"ジャニーズが所属する事務所"という意味でこの名称が使われ始めた。
1968年にデビューしたフォーリーブスは当時全盛期を迎えていたグループ・サウンズ（GS）の流れに乗り「楽器を持たないGS」と通称された。

### 1970年代 - アイドル開拓期
1970年代に入るとニュー・ロックやフォークソングが新たに誕生し、吉田拓郎、井上陽水、中島みゆきなどが台頭していたが、ジャニーズは非日常な舞台を演出する方針を堅持し、ジャクソン5などを模した明るいソウルミュージックに転向し、軽快なポップ路線へ切り替えた。
1972年の郷ひろみのデビュー時には中性的なルックスを前面に押し出し、GSで特にアイドル性が高かったオックスとタッグを組んでいた筒美京平をプロデューサーに迎えた。郷と筒美はその後、1970年代中盤に隆盛したディスコを素早く取り入れた。1975年に退所した（1977年デビューの川崎麻世と、1980年デビューの田原俊彦も郷の流れを継いだ）。
1970年代中盤にテレビが普及するにつれて「各家庭のお茶の間で日常を過ごしながら、僅かな非日常的空間を楽しむ」というスタイルが誕生した。阿久悠が関わった『スター誕生!』が青少年の夢と現実をつなぐ代表的な番組であり、ジャニーズでこの新たな潮流に最初に合致したのが近藤真彦であった。近藤のやんちゃなキャラクターが1950年代のオールディーズやストリートファッションなどの対抗文化の雰囲気を醸し出していると評され、ディスコ風の曲と並行してロック風の曲も発表された。
1975年1月23日に株式会社として設立し、1月30日に法人登記され、法人化した。

### 1980年代 - アイドル大衆化と光GENJIの爆発的ヒット
1980年代はアイドルビジネスの拡大に伴って多様化が進み、1982年デビューのシブがき隊は歌やダンスの技量不足をカバーするために音楽の企画性を追求し、「スシ食いねェ!」に代表されるようなジャポニスムが特徴的となった。1985年デビューの少年隊はデビュー前よりアメリカ進出するなど最も経験を積んでいた。
1987年デビューの光GENJIはローラースケートでステージを所狭しと駆け回るジャニーズ史上最高の爆発的ヒットを記録するなど社会現象となった。彼らの特徴であるローラースケートを用いたパフォーマンスはイギリスのミュージカル『スターライトエクスプレス』が起源である。
1988年デビューの男闘呼組は、従来のジャニーズアイドルとは異色のロックバンドとなった。

### 1990年代 - アイドル路線からマルチ路線へのSMAPによる変革

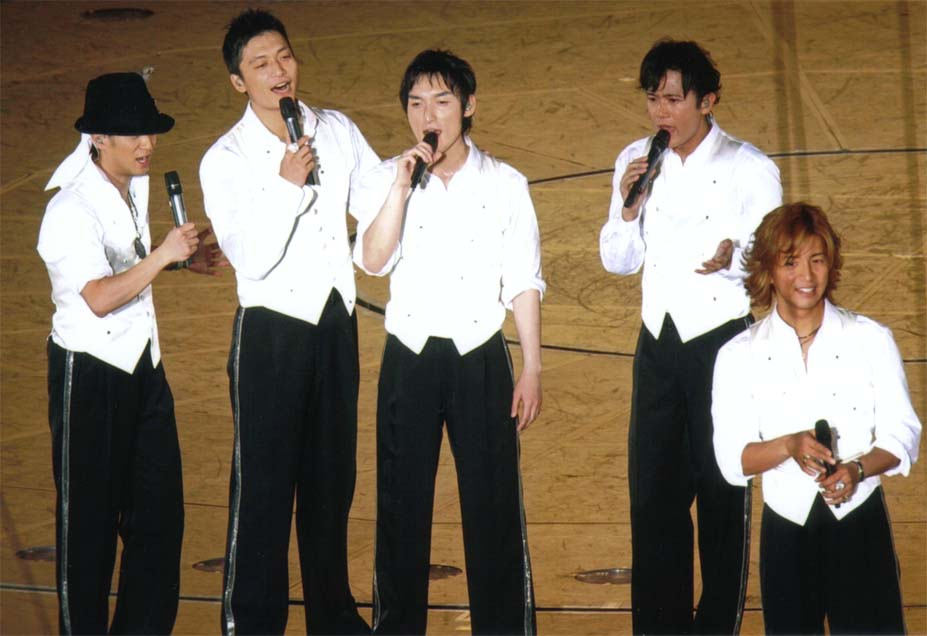
SMAP（2008年）

1980年代デビュー勢に続いて1990年にデビューした忍者は光GENJI同様にアイドル路線を前面に出したが、1990年代初頭では男性アイドル人気が低下し、爆発的人気を誇っていた光GENJIの人気も急激に失速していった。
1991年デビューのSMAPは初期は光GENJIのような華やかなコンセプトでスタートしたが、セールス面では事務所始まって以来の低迷を続けた。SMAPのマネージャー・飯島三智やリーダー・中居正広はこの打開策を考え、アイドル像を捨ててバラエティやお笑いへ進出し、音楽パフォーマンスと並行させることで「身近な存在」という存在位置を獲得することに成功し、マルチタレントとしてSMAPは国民的グループへと進化した。
1990年代はその後もTOKIO・V6・KinKi Kids・嵐がデビューし、SMAPに続いて多方面へ進出していき、1990年代は単なる「イケメンアイドル」ではなく「マルチ路線」が特徴的となった。また、滝沢秀明を中心としたジャニーズJr.も人気を獲得していった。

### 2000・2010年代 - 第2次アイドル大衆化

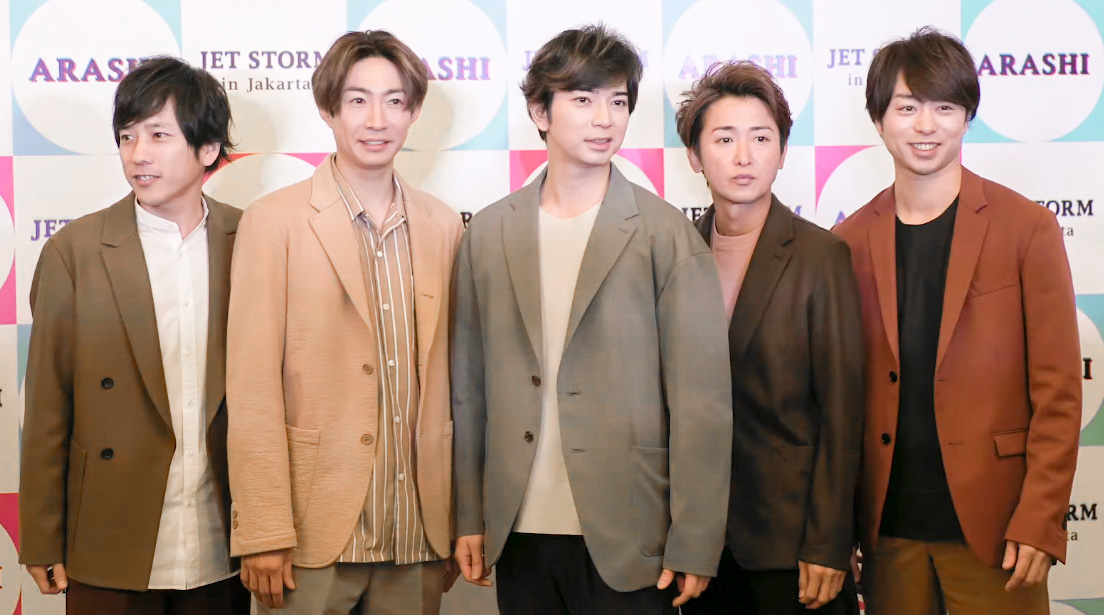
嵐（2019年）

2000年に『ザ少年倶楽部』が放送開始され、2000年代は従来の「イケメンアイドル」的なグループのデビューが顕著となり80年代以来の第2次アイドル大衆化となったが、2002年デビューの2人組グループ・タッキー&翼、2003年デビューの関東関西混合グループNEWS、2004年デビューのお笑いが得意な関西グループ関ジャニ∞、2006年にはワイルド路線であるKAT-TUN、2007年デビューのメンバー全員が平成生まれのHey! Say! JUMPなど個性も併せ持つグループが特徴的となった。ジャニーズJr.からは2002年にグループYa-Ya-yahが結成され、ジャニーズJr.史上初のCDデビューを果たし、5年間続いた冠番組『Ya-Ya-yah』が放送されるなどジャニーズJr.始まって以来の破格の存在となった。Four Tops・K.K.Kity・J.J.ExpressなどジャニーズJr.内のグループも多く結成されるようになっていった。
2010年代も2000年代の流れを継ぎ、デビューまで下積み期間が長かったKis-My-Ft2とA.B.C-Zがそれぞれ2011年・2012年にデビューし、2010年にNYC、2011年にSexy Zone、2014年にジャニーズWEST、2018年にKing & Princeがデビューし「かっこいいイケメン」や「美形・キラキラ」といった従来のジャニーズアイドル的グループが顕著となった。
2000・2010年代には問題も多く発生した。1999年に『週刊文春』が一連の特集記事で、「芸能界で多大な影響力を持つジャニー喜多川氏がスカウトした未成年男子に対して優越的立場を利用し、性器を弄んだり、肛門性交するなどの虐待をしていた」と報じた。ジャニー喜多川とジャニーズ事務所は記事が名誉毀損であるとして民事訴訟を起こし、2000年代初頭には裁判が続いた。東京高裁がジャニー喜多川の性的虐待を認定し、『週刊文春』の本件に関する一連の報道は名誉毀損には当たらないと判決が下り、ジャニーズ事務所は最高裁に上告したが、2004年に上告棄却された。
2010年代にもSMAP解散騒動や圧力問題（後述）などが発生し、2011・2018年に山口達也の法的不祥事が発生した。2018年には岩橋玄樹と松島聡がパニック障害の治療により活動休止した。またメンバーの脱退も目立った。2003年デビュー時に9人組だったNEWSはメンバーが次々と脱退したことにより、2020年時に残ったメンバーは3名に、2006年デビュー時に6人組だったKAT-TUNも2016年時には3名となっていた。
2018年2月13日にはソニー・ミュージックエンタテインメントが所有していた東京都赤坂にあるSME乃木坂ビルを購入し、20年ぶりに事務所を移転した。
2019年、滝沢秀明がジャニーズ事務所傘下に新たに興された関連会社・ジャニーズアイランド社長に就任した。6月16日に創業者のジャニー喜多川と滝沢秀明が、滝沢が手掛けてきたSnow ManとSixTONESの2020年デビューを決定。その二日後にジャニー喜多川は病院に搬送され、28日にメンバーはジャニー喜多川の病室でジャニー喜多川と滝沢の目の前でデビューを伝えられ、これが最後のジャニー喜多川による最後のデビュー決定グループとなった。同年7月にジャニー喜多川が死亡すると、2019年9月27日付で藤島ジュリー景子がジャニーズ事務所社長に、滝沢が同社副社長に就任することが発表された。

### 2020年代 - 体質・路線の変革と海外進出
2020年代に入ると風紀の乱れが蔓延していることを報道されていたジャニーズ事務所は変革に着手し、「クリーンなジャニーズ事務所」を目指し、経営陣の中でも厳格な滝沢秀明はジャニーズ事務所の体質をクリーンな体質にしようと厳格に改革を断行していると報道された。滝沢の就任後に長期間所属していたタレントの退所やグループ解散・活動休止が相次ぎ、所属タレントの不祥事に関しては全て報道を無視せず対応し、問題を起こしたタレントを即処分するなど迅速果敢に改革を断行していった。滝沢の副社長就任前のジャニーズ事務所ではデビュー前のJr.が不祥事を行った場合に重い処分を下すことはなかったとされているが、滝沢の副社長就任後はデビューしたタレントであれJr.であれ、誰であれ処分を下している。また定年制も提唱している。
プロデュース面においては「かっこいいイケメン」や「美形・キラキラ」といった従来のジャニーズアイドル像のグループではなく、アイドル像を捨ててバラエティやお笑いへ進出したSMAPを始めとした90年代デビューグループのような「ジャニーズらしくないグループ」が積極的にプロデュースされ始めるようになったと報道された。2020年には滝沢が手掛けてきたSnow Manがデビューした。Snow Manは第三次K-POPブーム的なスタイリッシュさを持ち、アクロバットが得意である。Snow Manはジャニー喜多川とはあまり関係がなかったとされており、「タキニ」（滝沢のお気に入り）であるとされている。また同年にはワイルド路線のSixTONESもデビューし、2021年には庶民路線的なグループであるなにわ男子がデビューし、2022年には世界路線のTravis Japanがデビューした（後述）。
更にジャニーズ事務所は、それまでの制限を緩和し、積極的にIT分野を開拓していった。CD販売が低迷していた2000年代に日本企業や大手芸能事務所はデジタル・ストリーミングへの適切な転換を行わず、CD販売やアナログ的な手法に固執していたが、2020年代よりストリーミングに乗り出すことになり、ジャニーズ事務所は従来のジャニーズアイドル路線ではなく世界進出路線に意欲的になっていったと評されている。2022年3月3日に滝沢がプロデュースしたTravis Japanがアメリカにて武者修行を行うことが発表され、滝沢は壬寅年・甲寅日である10月28日にTravis Japanを世界デビューさせ、同時に事務所初配信（ストリーミング）デビューとなった。Travis Japanは2012年結成以来、10年間デビューすることができなく、ジャニーズ事務所のグループでジャニーズJr.期間最長を記録。滝沢はTravis Japanについて「今までのグループとは違う」といった趣旨を語っている。
YouTuberにも注目し、2021年に二宮和也を中心とした、中丸雄一、山田涼介、菊池風磨の四名により「ジャにのちゃんねる」が開設され、本格的にYouTuberとして活動を開始した。それに続きHey! Say! JUMPの山田涼介が主にゲーム実況を行う「LEOの遊び場」、所属タレント内からゲーム好きを集めた「Johnny's Gaming Room」（現・放課後 GAMING LIFE）などが開設された。
改革を断行し続けて成功し、順風満帆に見えたジャニーズ事務所であったが、2022年10月31日に功績を残してきた滝沢の退社・ジャニーズアイランド社長退任が発表された。ジャニーズアイランド社長後任には井ノ原快彦が就任し、ジャニーズ事務所副社長の後任は不在となった。また後日にはKing & Princeのメンバー3名の脱退・退所が発表された。11月10日にジャニーズ事務所は週刊文春の報道（滝沢・King & Princeとの関係関連事項など）に対する法的措置の検討を発表した。

### 2023年「SMILE-UP.」への社名変更、新会社「STARTO ENTERTAINMENT」設立

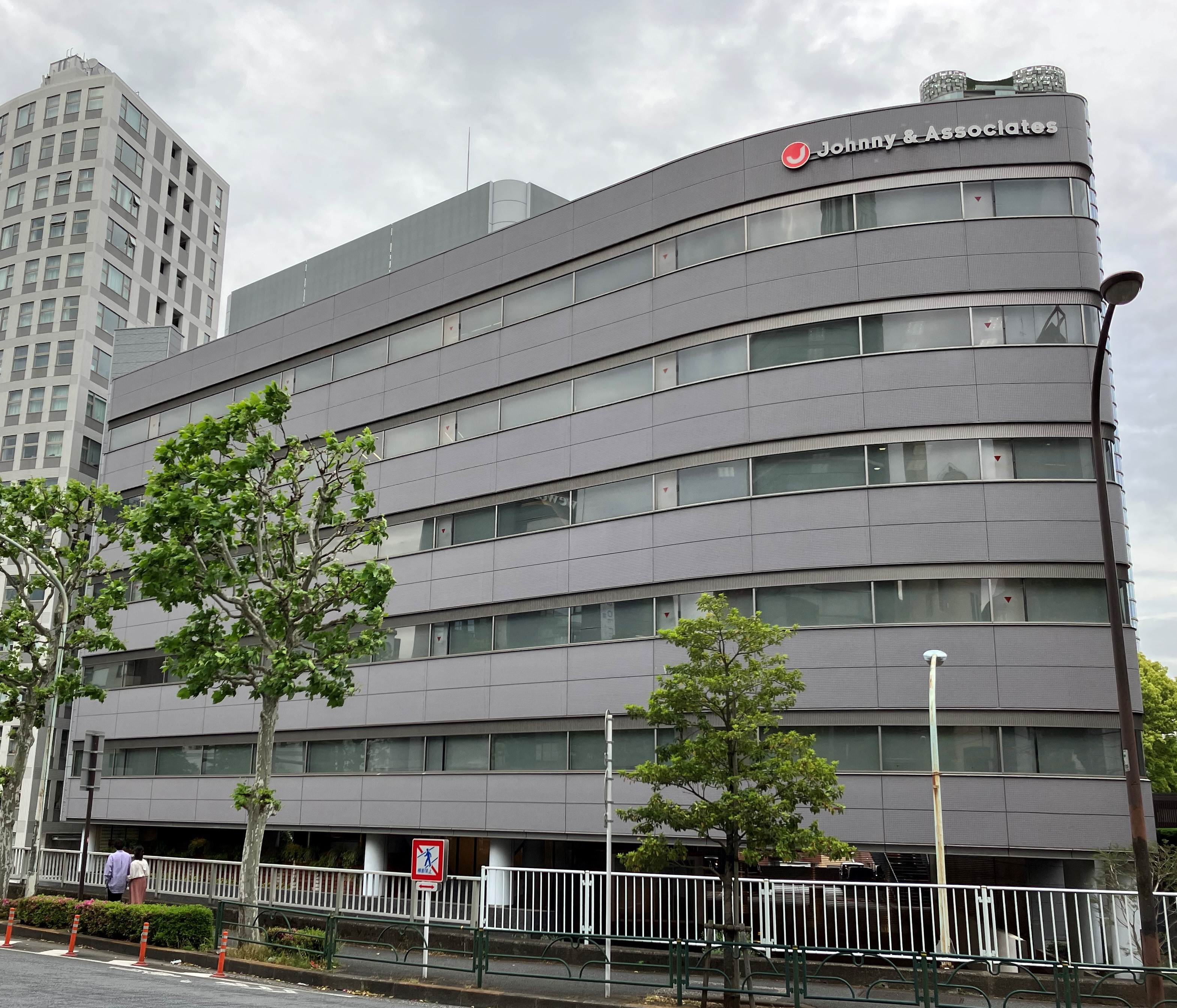
ジャニーズ事務所本社（2023年4月）。同年10月に社名ロゴの看板が撤去された。

2023年10月2日、ジャニー喜多川性加害問題の表面化を受け、ジャニーズ事務所は10月17日付で社名を「SMILE-UP.」に変更すると発表、被害者への補償業務に専念することとした（詳細は後述）。タレントのマネジメント業務については新会社を設立し業務を移管することを発表した。本社ビルの上部にある「J」の文字と「Johnny & Associates」と書かれた社名ロゴの撤去作業は10月5日に開始され、10月6日の午前中までに終了した。
10月2日、社名変更に伴い関ジャニ∞・ジャニーズWESTがグループ名を改名することを発表した。10月5日、Sexy Zoneもグループ名を改名することをファンクラブ会員向けに発表、グループ名に"ジャニーズ"が含まれないグループ名の改名は初となった。10月7日、全国4ヶ所に展開されているジャニーズ事務所公式ショップ「ジャニーズショップ」が、社名変更に伴い10月16日をもって店舗での営業を終了することを発表した。
10月17日、社名を「株式会社SMILE-UP.（スマイルアップ）」に変更し、61年続いたジャニーズ事務所の歴史に幕を下ろした。公式サイトも「SMILE-UP.」のものに一新された。同日中に新たにマネージメント業務を移管する先のエージェント会社の社名募集を開始。募集期間はこの日の午後6時より同月31日午後11時59分までとした。
10月22日、2012年以来年末年始を中心に上演されていたジャニーズ・アイランドについて、2023年の公演を最後に消滅することが報道され、翌2024年1月は堂本光一をスーパーバイザーに迎えた新作舞台を上演する予定とした。また、同じく毎年年末年始に放送している恒例のジャニーズカウントダウンライブについても、2023年度の開催を見送ることが11月18日に発表された。
10月30日、SMILE-UP.社長の東山が兼任する予定だった、新たにマネージメント業務を移管する先のエージェント会社の社長就任を東山が断念することが報道された。
11月8日、SMILE-UP.の公式サイト内に被害補償特設サイトが公開された。
11月17日、子会社のジャニーズアイランドが「株式会社Annex」へと社名変更したことがこの日までにSMILE-UP.の公式サイトにて発表された。
12月8日、新たにマネージメント業務を移管する先のエージェント会社の社名が「株式会社STARTO ENTERTAINMENT（スタートエンターテイメント）」となること、同社の社長にコンサルティング会社社長の福田淳が就任することがSMILE-UP.より発表された。また、同社の最高執行責任者（COO）に井ノ原快彦が就任したことが発表され、同日付でSMILE-UP.副社長を退任したことを明らかにした（なお井ノ原は後の2024年4月10日の時点でCOOから最高マーケティング責任者（CMO）に役職変更している）。
ジャニーズショップの後継店として12月8日、「×××××.POP UP STORE」名古屋店・大阪店・福岡店が12月15日に渋谷店が開店した。これまでは、運営していた「株式会社ジェイベース」は「株式会社Merch Company」へ社名変更された。
2024年4月10日、全所属タレントのマネジメント業務をSTARTO ENTERTAINMENTに移管した。
5月30日付で一般社団法人「Mindful」を設立した。被災地支援や医療従事者への支援活動などを行う。

## SMILE-UP.
株式会社SMILE-UP.（スマイルアップ）は、2023年10月17日にジャニーズ事務所より名称を変更した会社。ジャニー喜多川性加害問題の被害者へのケア・補償のみを業務とする。同日に設立されたエージェント会社（現・STARTO ENTERTAINMENT）とは異なる。2023年10月2日の会見でジャニーズ事務所から名称を変更、タレントの補償業務を行い、終了後廃業すると発表した。新たな会社名は、2018年7月24日に幅広い社会貢献・支援活動を目的として立ち上げた「Johnny's Smile Up! Project」に由来する。
代表取締役社長は東山紀之が務める。
所属タレントらを「STARTO ENTERTAINMENT」に引き継いだ後もファンクラブ事業はSMILE-UP.が運営を続けていたが、2024年8月26日、同事業を担う新会社「FAMILY CLUB」を設立 。事業を分割し、10月2日から新会社がファンクラブの運営を承継した。

### ヒューリックへの本社ビルの売却
2024年6月、本社ビル（旧SME乃木坂ビル）を不動産業のヒューリックに売却した。売却後もリースバックにより本社ビルとして使用する。

## 特色

### タレント育成方針
1960年代に日本の芸能界をリードしていたのは渡辺晋率いる渡辺プロダクション（ナベプロ）で、ジャズ奏者であった渡辺の活動方針は芸能人の生活基盤の安定のための市場整備であり、タレントの権利擁護と市場提供を主な目的とした。一方でジャニーズ事務所は舞台芸術に対する憧れが最初にあり、事務所に入所した青少年に対して手厚い教育を行った。事務所の経営は姉のメリー喜多川、タレントの育成は弟のジャニー喜多川が行った。ジャニーズ事務所所属タレントは男性のみで構成されているが、マネージャーなどのスタッフに関しては女性も所属している（SMAPのマネージャーであった飯島三智は事務所就職当時、大学を卒業したばかりの女性であった）。また、1970 - 80年代前半には女性タレント（飯野矢住代、嶋田じゅん、藤島ジュリー景子他）や女性のみのグループ（スリーヤンキース、オレンジ・シスターズ）、男女混成グループ（VIP）が在籍したこともあった。
ジャニーズ事務所のデビュー前タレントはジャニーズJr.と呼ばれる。ジャニーズJr.のタレントは先輩のコンサートのバックダンサーなどの下積みを積むようになるが、下積み期間が短期間であってもデビューを果たすタレントも存在する（ジャニーズ事務所の下積みは未婚女性のみで構成された宝塚歌劇団・宝塚音楽学校との類似性が指摘されており、喜多川も取材に対して「男版宝塚をやる」と宣言したことがある）。一般的な芸能事務所と同様、メリー喜多川の方針により学生タレントに関しては仕事と学業の日程が重なった場合は学業を優先させ、仕事と学業の両立を重視させるとされている。
CDデビューせず、俳優業を中心として活動する者もおり生田斗真、佐野瑞樹、屋良朝幸、風間俊介、長谷川純、ふぉ〜ゆ〜、浜中文一、林翔太、室龍太、高田翔、寺西拓人、原嘉孝、今江大地、松本幸大、冨岡健翔、野澤祐樹のように俳優業だけでジャニーズJr.を卒業した例もある。
なお、ジャニーズJr.については、年齢制限を設けた新制度（一種の定年制）を2023年3月31日から導入することが発表された。これによれば、22歳になって最初に迎える3月31日の時点でマネジメント契約継続の意思を確認され、合意した場合はその後もJr.として活動を続けられるが、合意に至らない場合は契約満了・退社となる。
副業は禁止されている事が所属タレントの口から語られている。ただし、事務所の許可を得てした例もある。例として、元シブがき隊の布川敏和が事務所在籍時に、自主ファッションブランド「Jemmy's」を立ち上げたことがある。
CDデビュー後は他事務所のアイドルグループのようにメンバーが入れ替わりする体制はなく、一部メンバーが脱退となっても新たにメンバーが加入することはあまりないが、ジャニーズJr.は予告無しに解散やメンバーの変更が行われることもある。また、錦戸亮・内博貴がNEWSとしてデビューした後に関ジャニ∞として、山田涼介・知念侑李がHey! Say! JUMPとしてデビューした後にNYCとしてデビューするなど掛け持ちしていたタレントも存在する。さらに、増田貴久がNEWSとしてデビューした後にジャニーズJr.内ユニットでKis-My-Ft2の前身にあたるKis-My-Ft.のメンバーとしても活動していた例もある。他にも、CDデビューを果たしていてもジャニーズJr.として活動していたYa-Ya-yahなども存在した。CDデビューの他に2012年にはA.B.C-ZがDVD、2022年にはTravis Japanは音楽配信・サブスクリプションでメジャーデビューとなった。先述したYa-Ya-yahのようにCDやDVDをリリースしてもジャニーズネットに単独ページが作成されなければデビューにはならないが、CDデビュー以外の形でも単独ページが作成されればデビュー・卒業となる。
2003年 - 2007年、ジャニーズネットがリニューアルされる前はCDデビューをしてもファンクラブが設立されていないグループはHPのアーティスト欄にジャニーズJr.内ユニットとして表記されていたが、リニューアルし、Hey! Say! JUMPがデビューしてからはCDデビュー、またはデビュー発表後に単独ページが設立されている。

### ハードワーク
ジャニーズ事務所での活動はハードワークとされている。中でもジャニーズJr.は常にハードスケジュールであり、夏休みなどは1日8時間近くダンスレッスンがあり、レッスンは無料だが1回の練習で覚えなくてはならないことが多いとされている。1曲の振り付けをマスターするのに要する時間はたった4分程度であるといい、先輩タレントのコンサートに出演するために3時間で13曲覚えなければならないこともあり、覚えられなければ出演できない。特に体力的にも精神的にも過酷なのはロングラン公演とされており、過去には1日に6回の上演を8ヶ月にわたって行っていたため、ジャニーズJr.への負担が相当なものだったという。裏方仕事もジャニーズJr.の役割であり、早着替えや器具の取り外しを手伝い、水が飛び散れば舞台を素早くモップで拭き、舞台を終えても最後まで気を抜いてはならないとされている。ジャニーズJr.には学校帰りにそのままコンサート会場へ直行する者も多くおり、嵐のコンサートの楽屋ではケータリングによる温かい食事が用意されているという。
オーディションに合格してジャニーズJr.に入ることができても、メジャーデビューできるのはごく一部である。ジャニーズ事務所に入所するとハードワークの多忙な環境であるといい、ダンスレッスンでは何百人もが一斉に受け、誰でも最後尾から始めるとされており、上手いジュニアはどんどん前に呼ばれて講師の近くでレッスンが受けられるという。
1999年の『週刊文春』の記事では、元メンバーへのインタビューで、ジャニーズ事務所が学校に行けないスケジュールを課していることが語られており、週刊文春との民事裁判で、裁判所により真実性が認定されている。

### 肖像権管理
2010年代前半までは所属タレントの肖像権については、“複写などの悪用を防止する”という名目で、その管理に厳格な姿勢を示してきた。インターネットが普及した以降も、レコード会社・出演映画・テレビドラマ・CM・音楽番組の公式ウェブサイトや新聞のウェブ、電子版上で、所属タレントの顔写真や動画を使用することが制限されていた（マネージャーなども同等とされていた）。例えば「出版社のサイトにて雑誌表紙のタレントが白抜きで表示」「スポーツ紙の新番組紹介記事で姿が出ないよう写真がトリミング」されていたり「CDなどの通信販売サイトにてCDジャケットがシルエット表示される」など、長らく事務所および所属レコード会社の公式ウェブサイト以外のウェブサイトで所属タレントのCD・DVDのジャケット掲載を行っていなかった。
喜多川は撮影嫌いで知られており、素顔を収めた写真や映像は極めて少なく（遺影も野球帽を深くかぶり、サングラスを掛けた顔だった）、ジャニーズ事務所は肖像写真の撮影・使用を厳しく禁じていた。通常、大手企業や有名企業のトップの写真は、会社サイトや資料などで公開され、報道機関なども写真を持っており、他社もそれを使用できるが、ジャニーズ事務所の社長であった喜多川の写真は、使用することができなかった。
2018年以降は、所属タレントの肖像写真についてネット上での使用制限の緩和を進めている。上述した例については2017年8月ごろから掲載が解禁された。また雑誌・書籍表紙についても2018年4月より掲載が認められるようになった。

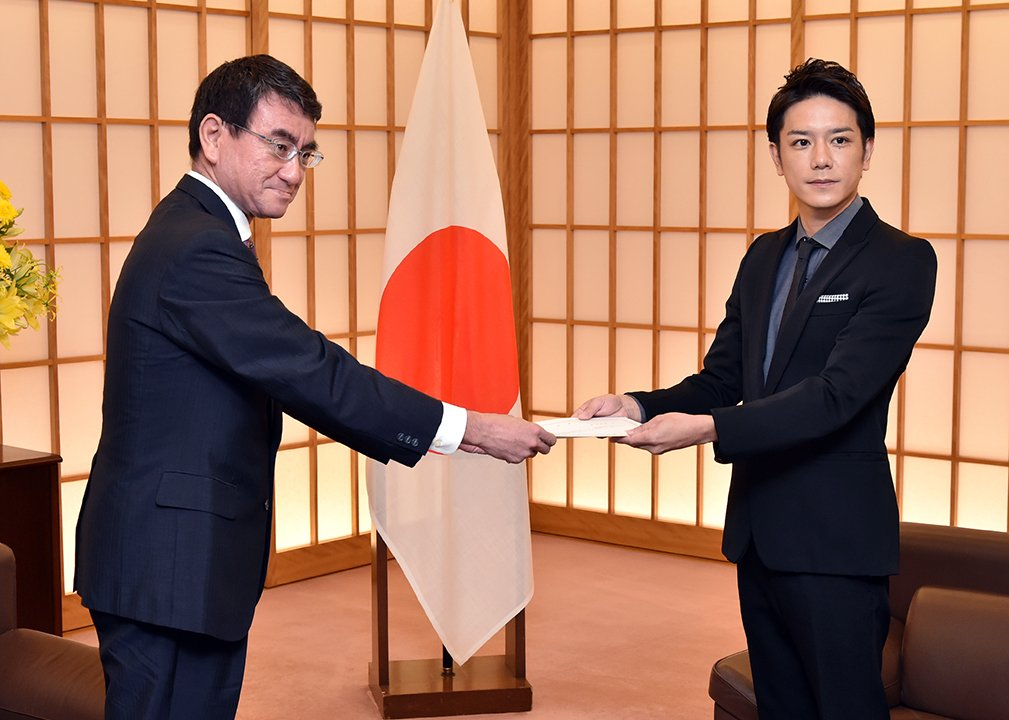
外務省HPで公開された写真。滝沢秀明、河野太郎外務大臣

2017年から2018年にかけて、所属タレントが出演する CM、テレビドラマやバラエティなどのテレビ番組の予告が公式チャンネルを通してYouTubeなどへアップロードされるようになるなど制限が緩和され、2019年11月以降は所属タレントがメインのバラエティ番組も日テレ制作の深夜番組を皮切りに配信されるようになった。2010年頃から、Adobe Flashの技術を利用し、ページにある画像などを保存できない設定になっているため、かなり緩和されてきていた。同時期からは映画・テレビドラマ・バラエティ番組に関しても、動画配信サービスの独占配信を中心に定額見放題配信が増加傾向にあるものの、2010年代までのバラエティ番組におけるゲスト出演回だけに関しては、配信されない場合が多かった。また、2017年には、所属タレントの滝沢秀明が「日UAE親善大使」に委嘱された際、外務省のウェブページに滝沢が写った写真が公開されているが、外務省は「公務性があるということで、ジャニーズ事務所から写真のウェブ掲載に理解を頂いた」としている。同年9月にジャニーズ事務所を退社した香取については、退社後の写真をウェブ媒体に掲載可能である旨が明示されている。これはジャニーズ所属時に存在した写真掲載規制が、退社にともなって解けたことを意味している。同年11月、ジャニーズWESTの7人が出演するネットドラマ『炎の転校生 REBORN』がNetflixで世界配信。
2018年1月1日より、所属芸能人の顔写真を公式サイト「Johnny’s net」に掲載開始した。2018年1月31日、当時関ジャニ∞の錦戸亮が外国特派員向けの会見を機に、所属タレントの会見出席時の写真がウェブ媒体における写真掲載が解禁、記者会見や舞台挨拶などでのジャニーズ事務所の所属タレント登壇時の写真がウェブサイトで使用可能。使用可能な写真は、所属タレントに対する公開取材での写真で、使用する写真の枚数の制限や写真を二次利用する際の注意点などがあるものの（原則3カットまでなどの条件がある）、所属タレントのインターネット上での写真公開がほぼ例外なく容認される形となり、同日のTwitter上でも、映画『羊の木』の公式アカウントで錦戸亮（当時関ジャニ∞）が写った写真がツイートされた。さらに、同年1月31日の時点では「記者会見、囲み取材、舞台あいさつなどタレント登壇時のものに限る」としていた使用許可範囲は、同年2月12日には事務所や製作者側から配信される写真に限りテレビドラマや映画出演発表の際にも使用可能と緩和され、当日は映画『来る』に主演する岡田准一の写真がインターネット上に掲載された。それ以降もスポーツ紙のウェブ版で写真が使えない場合は、個人名・グループ名の名前だけを書いた画像で代用される場合がある（後述）。この場合、書体はスポーツ紙の見出しを模した文字が多い（後述）。同年3月21日、ジャニーズJrの最新動画などを配信する公式YouTubeチャンネル「ジャニーズJr.チャンネル」を開設した。事務所がインターネット上に無料配信される映像コンテンツを制作するのは今回が初である。
2019年末に嵐がYoutube・Twitter・Instagram・Tiktok・Facebook・weiboなどの公式アカウントを開設して以降、Johnny&Associate・ジャニーズショップなどの事務所関連のアカウントから、TOKIO・20th Century・関ジャニ∞・A.B.C-Z・Hey! Say! JUMP・King & Prince・SixTONES・Snow Man・なにわ男子・木村拓哉・堂本光一･堂本剛・三宅健・国分太一・生田斗真・大倉忠義・佐藤アツヒロ・岡本健一がYouTube・Twitter・Weibo・Instagram・TikTokの一部、もしくはすべてのSNSを解禁した。これまでもジャニーズタレントの楽曲は、dwango・Music.jp・レコチョクなどといったDRM処理された上で着うたで配信されていたが、 嵐・二宮和也・堂本剛・堂本光一・Travis Japanが全楽曲、Kis-My-Ft2・KAT-TUNが一部楽曲のサブスクリプションを解禁した。
一方で、現在でも写真が掲載されなかったり（例：国際女性デー協賛の朝日新聞「Dear Girl」で掲載された井ノ原快彦のインタビュー記事）、文字見出しのみにしたり（スポーツニッポン）、事務所ビル外観の写真が用いられることがある（日刊スポーツ）。
この措置に関しては、インターネットに限らず民間放送の事業者直営の有料チャンネルにも当てはまり、地上波と平行放送されるニュース番組などで所属タレントに関連する映像を使用する場面がある場合はかぶせ放送が施され、音声には無音化措置がなされている。地上波向けの過去番組を有料チャンネルで放送する場合、所属タレントがゲスト出演する回に関しては放送当時同事務所に所属していたものも含め、基本的に放送自体が行われていないが、オンデマンド配信向けに製作された所属タレントが出演している部分を完全にカットされたバージョンが有料チャンネルでも放送される場合がある（その逆もあり、同様の措置の有料チャンネル向けバージョンは必ずオンデマンド配信が実施されている）。地上波向けのドラマ番組も同様で、所属タレントが一切出演していない作品を主に編成されていた。

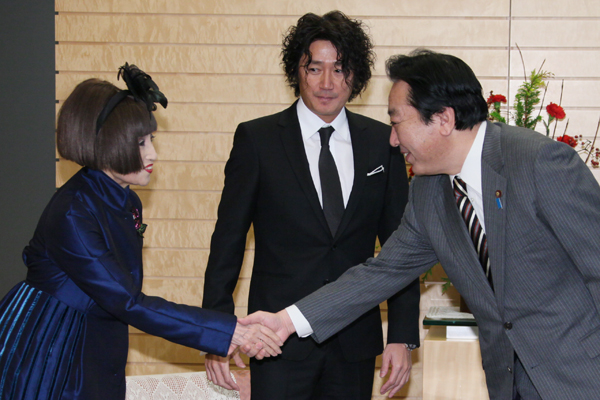
首相官邸HPで公開された写真。近藤真彦、野田佳彦内閣総理大臣（第95代）、黒柳徹子

ただし、上述したような緩和策以前にも例外はあった。例えば、TBSラジオで当時SMAPの香取慎吾が『スクランブルSMAP』のラジオパーソナリティを務めていた1997年ごろに同局ウェブサイト内で開設されたプロフィールでは、彼の顔写真が掲載されていた。2000年に所属タレントである近藤が経営するエムケイカンパニーが開設した「MK net Circuit 近藤真彦オフィシャルサイト」では、開設当時から顔写真を掲載している。2011年に近藤が首相官邸にて野田佳彦内閣総理大臣を表敬訪問した際には、首相官邸ホームページで近藤が写った写真が公開された。また、「ジャニーズJr.チャンネル」開設以前にも滝沢秀明がプロデュースを務め、有料でジャニーズJr.の動画を視聴出来る動画サイト「滝CHANnel」が存在した。

### 声の出演・音源の扱い
所属タレントの声の露出も制限される場合がある。
ラジオ番組のストリーミング配信においては、有料での配信となっているLISMO WAVEやドコデモFMでは、サービス終了まで番組が差し替えられていた（大半はフィラー音楽となり、代替番組は放送しない）。radikoに関しては2018年3月までradikoプレミアムのみのリアルタイム配信およびradikoプレミアム非会員も含んだタイムフリー配信が規制されていたが、同年4月よりこの規制が撤廃され、聴取が可能となった。
NHKラジオの無料配信サービスである「らじる★らじる」に関しては、所属タレントが出演する放送番組は全て全国ネットであるため、開始当初からライブ配信が日本国内のみではあるが、そのまま配信される。聞き逃し配信に関しては、開始当初は対象外だったが、radikoと同じ時期に解禁されている。
楽曲配信に関しては、個別の楽曲を月額定額制で聴取出来るドワンゴの楽曲配信サイト「ドワンゴジェイピー」や「レコチョク」が、「着うた」を中心に2019年末頃まで全所属アーティストが配信を行っており、楽曲によってはフルサイズの配信、販売、配信限定リリースなども行っていた
。なお、iTunes Storeやmora等の楽曲の配信販売事業、Apple MusicやSpotify等のストリーミング配信事業には長らく参加していなかったが、2019年10月に嵐の代表曲5曲（『A・RA・SHI』『Happiness』『Love so sweet』『truth』『Monster』）のストリーミング配信・デジタル販売を開始し、同グループの20周年記念日となった11月3日には全シングル表題曲（両A面の2曲目を含む）の配信・デジタル販売、および初の配信限定シングルがリリースされ、2020年2月からは同グループの全アルバム16作品までもが配信されるようになった。また2024年以降、SUPER EIGHT、King & Prince、A.B.C-Z、なにわ男子、NEWS、Snow Man等といった、現役グループによる楽曲配信の解禁が相次いで行われている。とはいえ、CD市場が衰退しサブスクリプションサービスで音楽を聴くことがごく一般的になった2024年現在においても、未配信のままとなっているアーティスト及び楽曲は多く、それらの楽曲はCDを購入・レンタル等しなければ聴くことができない状態が続いている。
2024年現在、デジタル配信・サブスクリプションが解禁されているアーティストは以下の通りである。ただし、事務所所属タレント時代（STARTO ENTERTAINMENT移籍後含む）の楽曲に限って記載する。
| 解禁日         | アーティスト             | 対象作品                     | 備考                                                                       | 出典                    |
| -------------- | ------------------------ | ---------------------------- | -------------------------------------------------------------------------- | ----------------------- |
| 2021年8月1日   | 郷ひろみ                 | 事務所所属時代の全アルバム   |                                                                            | [ 184 ]                 |
| 2022年11月28日 | ADDICT OF THE TRIP MINDS | 全作品                       |                                                                            | [ 185 ]                 |
| 2023年2月17日  | Rockon Social Club       | 全作品                       |                                                                            | [ 186 ]                 |
| 2023年10月5日  | U&S                      | 全作品                       |                                                                            | [ 187 ]                 |
| 2023年7月2日   | 木村拓哉                 | 全ソロ作品                   | Spotify限定                                                                | [ 188 ]                 |
| 2025年5月5日   | KinKi Kids               | 全作品                       |                                                                            | [ 189 ]                 |
| 2020年6月17日  | 堂本剛                   | 一部楽曲                     |                                                                            | [ 190 ]                 |
| 2021年6月2日   | 堂本光一                 | 全作品                       |                                                                            | [ 191 ]                 |
| 2022年5月23日  | 20th Century             | 全作品                       |                                                                            | [ 192 ]                 |
| 2023年4月12日  | 三宅健                   | 事務所所属時代の全ソロ作品   |                                                                            | [ 193 ]                 |
| 2019年11月3日  | 嵐                       | 全作品                       |                                                                            | [ 194 ]                 |
| 2022年6月20日  | 二宮和也                 | 事務所所属時代の全作品       |                                                                            | [ 195 ]                 |
| 2024年9月15日  | NEWS                     | 全作品                       |                                                                            | [ 196 ]                 |
| 2024年1月1日   | SUPER EIGHT              | 全作品                       |                                                                            | [ 197 ]                 |
| 2021年3月10日  | KAT-TUN                  | 一部楽曲                     |                                                                            | [ 198 ]                 |
| 不明           | 赤西仁                   | JIN AKANISHI名義の作品       | 現在は海外限定                                                             | [ 199 ]                 |
| 2023年8月18日  | 亀梨和也                 | 一部楽曲                     |                                                                            | [ 200 ]                 |
| 2020年7月15日  | 山下智久                 | 「Nights Cold」のみ          | 海外限定                                                                   | [ 201 ]                 |
| 2023年10月24日 | Hey! Say! JUMP           | 全作品                       | 2024年11月27日に全349曲を一斉解禁                                          | [ 202 ] [ 203 ]         |
| 2021年8月10日  | Kis-My-Ft2               | 全作品                       | 2024年8月9日18時までLINE MUSIC限定で配信 2025年3月31日に各サイトで再度解禁 | [ 204 ] [ 205 ] [ 206 ] |
| 2025年2月28日  | Timelesz                 | 一部楽曲                     |                                                                            | [ 207 ]                 |
| 2024年10月28日 | 中島健人                 | 全ソロ作品                   | [ 注 11 ]                                                                  | [ 210 ]                 |
| 2024年5月1日   | A.B.C-Z                  | 全アルバム、一部シングル     |                                                                            | [ 211 ]                 |
| 2022年10月31日 | 中山優馬                 | 一部楽曲                     |                                                                            | [ 212 ]                 |
| 2024年5月23日  | King & Prince            | アルバム『Mr.5』以降の作品   | 20日に「halfmoon」「moooove!!」 の2曲が先行配信                            | [ 213 ]                 |
| 2025年5月17日  | SixTONES                 | 一部楽曲                     |                                                                            | [ 214 ]                 |
| 2024年10月14日 | Snow Man                 | 『THE BEST 2020-2025』収録曲 | 2024年10月14日に「One」、 2025年4月7日に『THE BEST 2020-2025』が解禁       | [ 215 ] [ 216 ]         |
| 2024年8月14日  | なにわ男子               | 全作品                       | [ 注 12 ]                                                                  | [ 219 ]                 |
| 2022年10月28日 | Travis Japan             | 全作品                       |                                                                            | [ 220 ]                 |
| 2023年12月27日 | 屋良朝幸                 | 全作品                       |                                                                            | [ 221 ]                 |
| 2020年6月22日  | Twenty☆Twenty            | 「smile」のみ                | 2020年12月31日までの期間限定                                               | [ 222 ]                 |
| 2024年4月10日  | STARTO for you           | 全作品                       | 2024年12月31日までの期間限定                                               | [ 223 ] [ 224 ]         |
| 2024年5月3日   | KAMIGATA BOYZ            | 全作品                       |                                                                            | [ 225 ]                 |
| 2025年5月5日   | KinKi Kids               | 一部楽曲                     |                                                                            | [ 226 ]                 |

### 賞レースへの不参加方針
「所属タレントに優劣をつけさせない」との方針により、「候補者を何人か選び、その中から大賞やグランプリ獲得者を決める」という形式の賞レースへの参加は原則辞退している。受け取るのはそのタレントに直接賞を贈呈するもの（例として「ベストジーニスト」）や日本国外での表彰のみとなっている。

#### 日本レコード大賞
1987年に近藤が『第29回日本レコード大賞』にノミネートされた際、死去した母親の骨つぼが盗難の被害に遭い「大賞を辞退しろ」と脅迫を受けた事件や、1990年の『第32回日本レコード大賞』において、忍者が演歌・歌謡曲部門ではなくロック・ポップス部門にノミネートされたのを不服としたことが引き金とされている。2003年にSMAPの「世界に一つだけの花」が『第45回日本レコード大賞』の候補に挙がったが「歌詞の中にあるように“ナンバー1”を目指すよりも“オンリーワン”を大切に歌ってきた。そのメッセージを貫きたい」という理由で辞退している。
2010年の『第52回日本レコード大賞』には近藤が「最優秀歌唱賞」（第50回以降、同賞はノミネート形式から選考形式に変更された）に選ばれた。この時は「近藤はレコード大賞に育てられた歌手」と受賞を受け入れている。また、2020年の『第62回日本レコード大賞』には嵐が新設の「特別栄誉賞」に選ばれた。

#### 日本アカデミー賞
2006年12月の『第30回日本アカデミー賞』発表の席上で、『武士の一分』に主演した木村拓哉が「事務所の方針で、最優秀賞をほかの人と競わせたくない」との理由で「主演男優賞」を辞退した事を発表している。同年の『第49回ブルーリボン賞』において木村と岡田准一（『花よりもなほ』）が「主演男優賞」の選考に挙げられた際にも「お世話になっている俳優や所属タレント同士で賞を争うのは本意ではない」と辞退している。
2015年1月、『第38回日本アカデミー賞』に岡田が「主演男優賞」（『永遠の0』）と「助演男優賞」（『蜩ノ記』）にノミネートされ、いずれも「最優秀賞」を受賞した。ジャニーズ事務所は「岡田はこれまで弊社最多の20本の映画に出させていただいており、映画に育てていただいた俳優といっても過言ではございません」というコメントを発表した。
2016年3月、二宮和也が『母と暮せば』の演技で『第39回日本アカデミー賞』の「最優秀主演男優賞」を受賞してジャニーズ事務所としては2年連続の受賞となった。また2016年山田涼介、2021年永瀬廉が「新人賞」を受賞。日本アカデミー賞にも参加するようになった。

### NHK紅白歌合戦への出場
ジャニーズ事務所所属タレントがNHK紅白歌合戦に出場したのは、第16回（1965年）のジャニーズ（初代）が最初である。以後、長年に渡って出場枠の確保を続け、2022年現在で第31回（1980年）より43年連続で1組以上の出場歌手を送り出しており、また後述のように、デビュー前には多くのメンバー達がバックダンサーとしても出演している。第66回（2015年）ではSMAP、TOKIO、V6、嵐、関ジャニ∞、Sexy Zone、そして白組トリを務めた近藤真彦と、合計7組のアーティストが出場した。
司会業でも、第48回（1997年）で中居正広が初の白組司会を務めたのを皮切りに、第57回（2006年）から第70回（2019年）までは事務所所属タレントが14年連続で番組司会の大役を務めた。
なお、第58回（2007年）で紅組司会だった中居を除き、過去に出場したすべてのアーティストが白組として出場している。
第74回（2023年）では、NHKがジャニー喜多川性加害問題に関する被害者への補償や再発防止などに関する事務所側の対応が明確でないとして、現状出場不可能であるとした。9月27日にNHK会長の稲葉延雄は定例記者会見の中で「今後新規に出演はさせない、それは本日から。紅白も同じ判断」と述べ、メディア総局長の山名啓雄も「紅白出場は現状ではゼロになる」とした。11月13日に出場歌手が発表されたが、SMILE-UP.所属タレントの名前は1組もなかった。旧ジャニーズ事務所時代からのタレントが紅白歌合戦に出場しないのは1979年に行われた第30回以来44年ぶりであった。
以下、第75回（2024年）までの出場回数記録を記す。ジャニーズ事務所所属タレント時代の出場記録のみを記載。
| 順位 | 出場回数 | アーティスト名 | 初出場 | 最新出場 | 備考              |
| ---- | -------- | -------------- | ------ | -------- | ----------------- |
| 1位  | 24回     | TOKIO          | 第45回 | 第68回   | [ 注 16 ]         |
| 2位  | 23回     | SMAP           | 第42回 | 第66回   | [ 注 17 ]         |
| 3位  | 12回     | 嵐             | 第60回 | 第71回   | [ 注 18 ]         |
| 4位  | 11回     | 関ジャニ∞      | 第63回 | 第73回   |                   |
| 5位  | 10回     | 近藤真彦       | 第32回 | 第66回   | [ 注 19 ]         |
| 6位  | 8回      | 少年隊         | 第37回 | 第44回   | [ 注 20 ]         |
| 7位  | 7回      | フォーリーブス | 第21回 | 第27回   |                   |
| 7位  | 7回      | 田原俊彦       | 第31回 | 第37回   | [ 注 21 ]         |
| 8位  | 6回      | 光GENJI        | 第39回 | 第44回   | [ 注 22 ]         |
| 8位  | 6回      | Sexy Zone      | 第64回 | 第69回   | [ 注 23 ]         |
| 9位  | 5回      | シブがき隊     | 第33回 | 第37回   | [ 注 24 ]         |
| 9位  | 5回      | King & Prince  | 第69回 | 第73回   | [ 注 25 ]         |
| 10位 | 4回      | NYC            | 第60回 | 第63回   | [ 注 26 ]         |
| 10位 | 4回      | Hey! Say! JUMP | 第68回 | 第71回   |                   |
| 11位 | 3回      | V6             | 第65回 | 第67回   | [ 注 27 ] [ 237 ] |
| 11位 | 3回      | SixTONES       | 第71回 | 第73回   | [ 注 28 ]         |
| 12位 | 2回      | 郷ひろみ       | 第24回 | 第25回   | [ 注 29 ]         |
| 12位 | 2回      | 男闘呼組       | 第39回 | 第40回   | [ 注 30 ]         |
| 12位 | 2回      | Kis-My-Ft2     | 第70回 | 第71回   |                   |
| 12位 | 2回      | KinKi Kids     | 第67回 | 第73回   | [ 注 31 ]         |
| 12位 | 2回      | Snow Man       | 第72回 | 第73回   | [ 注 32 ]         |
| 13位 | 1回      | ジャニーズ     | 第16回 | 第16回   |                   |
| 13位 | 1回      | 忍者           | 第41回 | 第41回   | [ 注 33 ]         |
| 13位 | 1回      | KAT-TUN        | 第72回 | 第72回   |                   |
| 13位 | 1回      | なにわ男子     | 第73回 | 第73回   |                   |

### コンサート
所属タレントのコンサート・舞台等の主催、企画、チケット販売などを行う「ヤング・コミュニケーション」が設立されており、「ジャニーズチケット販売約款」という規約が作られている。
チケットの販売
チケットの転売行為には厳しい対応を取っており、ネットオークションなどでの第三者への転売行為が判明した場合、コンサート・舞台などの優先販売の通知は発送停止となり、一切のチケット予約が不可能になる。定価以下の販売であっても同様の対応を取る。
プレイガイド等によるファンクラブ会員以外に向けてのチケット販売には、現在でもインターネット販売には消極的で（全く取り扱いが無いという訳では無い）、主に電話予約にて販売を行うことが多い。

### その他

#### ファンクラブ
「ファミリークラブ」（2023年10月16日までの名称：「ジャニーズファミリークラブ」）を母体として、各タレントのファンクラブが作られている。またファンクラブが結成されていないタレントについては「ジュニア情報局」（2023年10月16日までの名称：「ジャニーズJr.情報局」）「情報サービス」がタレントの情報を提供している。

## 会社概要

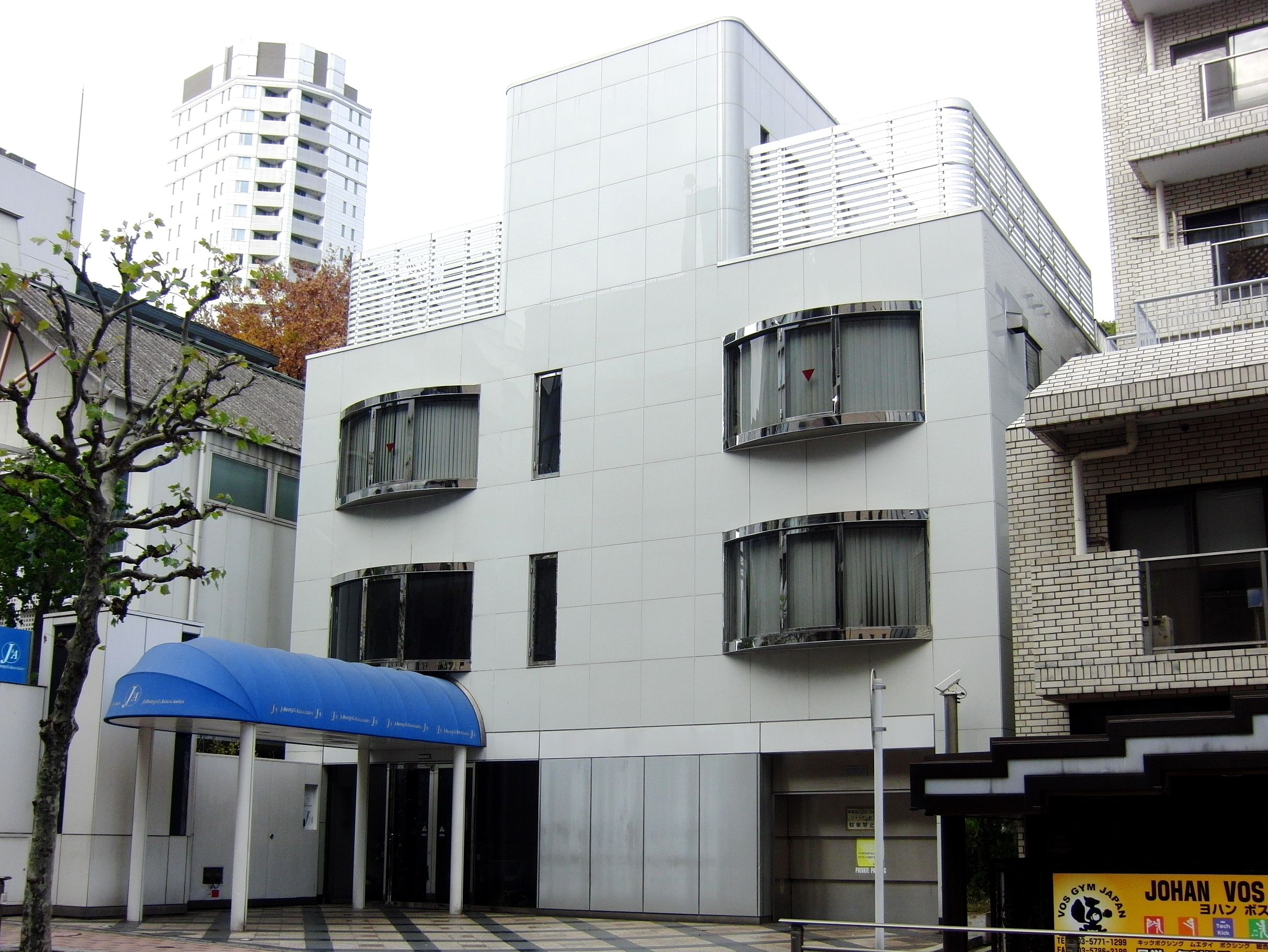
東京都港区赤坂8丁目の旧本社（1998年 - 2018年）

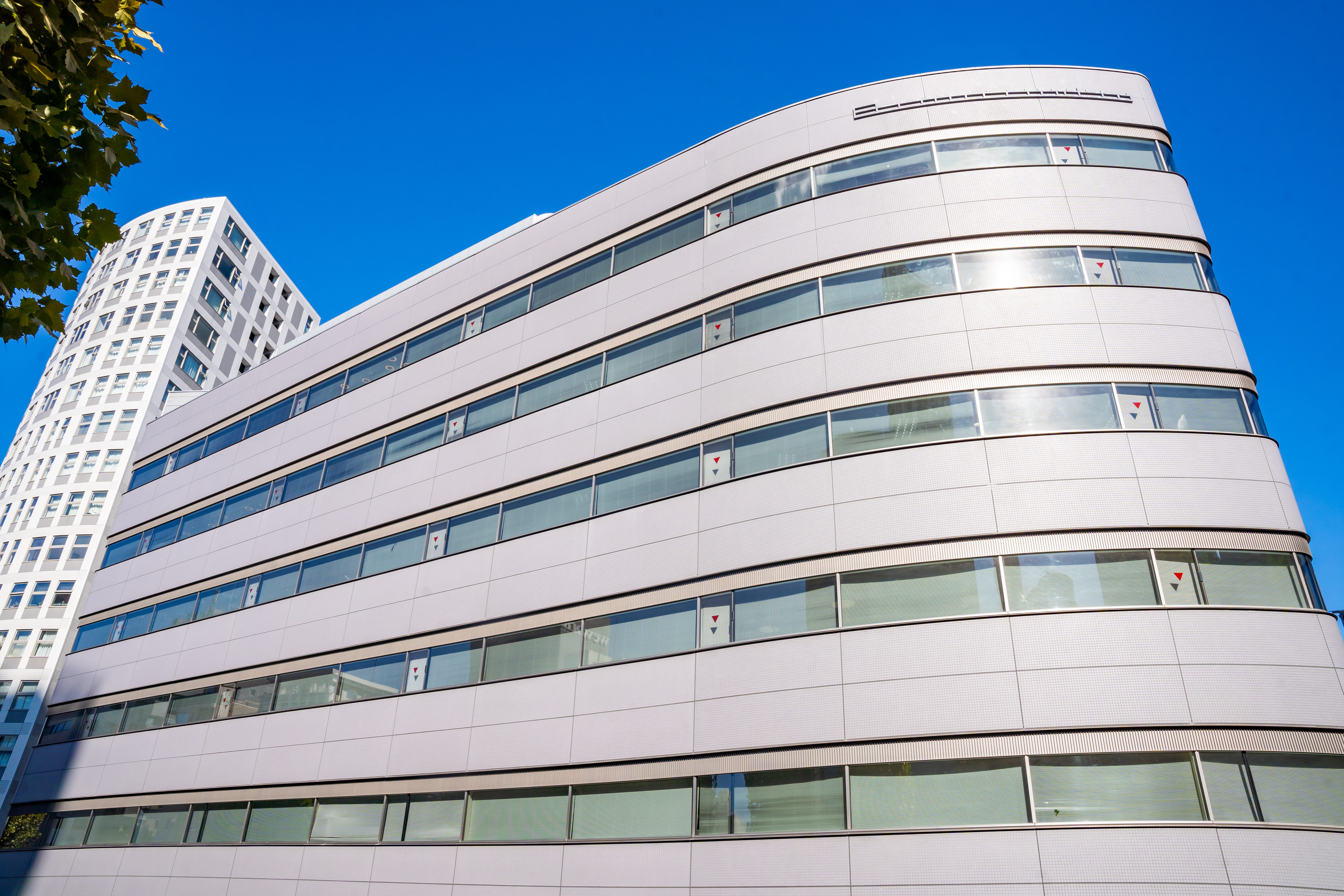
東京都港区赤坂9丁目の本社（2018年 - ）。ソニー・ミュージックエンタテインメント乃木坂ビル（2001年 - 2018年）だったが、2018年2月ジャニーズ事務所に売却された。現在も地下1～3階にはソニー・ミュージックスタジオが置かれている。

### 主な役員
2023年12月9日現在 
| 氏名             | 生年月日（年齢）      | 役職           |
| ---------------- | --------------------- | -------------- |
| 東山紀之         | 1966年9月30日（58歳） | 代表取締役社長 |
| 藤島ジュリー景子 | 1966年7月20日（59歳） | 代表取締役     |

井ノ原快彦はSTARTO ENTERTAINMENT社の取締役COO就任に伴い副社長退任。2023年9月7日に行なわれた記者会見において、同月5日付で決定した以下の人事が公表された。
（新任）
- 代表取締役社長 - 東山紀之

（退任）
- 藤島ジュリー景子 - 前代表取締役社長、代表取締役は留任
- 白波瀬傑 - 前取締役副社長

2022年11月1日付役員人事執行時点の役員一覧。
| 氏名             | 生年月日（年齢）      | 役職 |
| ---------------- | --------------------- | --- |
| 藤島ジュリー景子 | 1966年7月20日（59歳） | 代表取締役社長 ジェイ・ストーム代表取締役社長 エム・シィオー代表取締役社長 ユニゾン代表取締役社長 東京・新・グローブ座代表取締役社長 |
| 白波瀬傑         |                       | 取締役副社長 |
| 小俣雅充         |                       | 取締役常務 |
| 原藤一輝         |                       | 取締役 |
| 山下賢一         |                       | 取締役 |
| 大坪亮太         |                       | 監査役 |
| 小亦斉           |                       | 監査役 |
| 中野由美子       |                       | 取締役 |
| 中村浩子         |                       | 取締役 |
| 重岡由美子       |                       | 取締役 2022/4/1就任 |

### 外部役員
| 氏名       | 生年月日（年齢）       | 役職       |                   |
| ---------- | ---------------------- | ---------- | ----------------- |
| 中井徳太郎 | 1962年4月25日（63歳）  | 社外取締役 | 2023年7月1日 就任 |
| 白井一幸   | 1961年6月7日（64歳）   | 社外取締役 | 2023年7月1日 就任 |
| 藤井麻莉   | 1981年12月21日（43歳） | 社外取締役 | 2023年7月1日 就任 |

### 過去の取締役
ジャニー喜多川
創業者。2019年7月9日死去。
藤島メリー泰子
ジャニー喜多川の姉。二代目社長であった藤島ジュリー景子の実母。
代表取締役会長だったが、2020年9月に退任し、名誉会長になった。2021年8月14日死去。
飯島三智
元株式会社ジェイ・ドリーム取締役。2016年1月に退社。SMAPの元マネージャー。
滝沢秀明
元所属タレント、元取締役副社長・株式会社ジャニーズアイランド代表取締役社長。2022年10月末に全役職から退任。
白波瀬傑
前取締役副社長。2023年9月5日付で退任。

### 事務所所在地
1975年1月23日に東京都港区六本木にて「株式会社ジャニーズ事務所」がジャニー喜多川（本名 喜多川擴）によって設立される。
1998年3月30日に東京都港区赤坂8丁目に本社移転。
2018年2月13日付で東京都港区赤坂9丁目の旧SME乃木坂ビルを購入し、7月10日に本社移転。関連会社を入居させて集約することで仕事を効率化させることや、都内に分散した手狭なスタジオを一か所の広い場所にまとめて一本化することなどが目的と報道された。

## 諸問題・不祥事

### ジャニーズJr.の管理体制に対する批判
2023年の「外部専門家による再発防止特別チーム」の調査報告によると、ジャニーズ事務所はジャニーズJr.を採用する際に契約を締結することはなく、誰がジャニーズJr.であるかも把握していなかったという。その管理は杜撰で、事務所に対して圧倒的に弱い立場にあるジャニーズJr.たちの人権を尊重しようという意識は希薄であったとされる。

### ジャニー喜多川性加害問題
ジャニーズ事務所は創設初期から、社長のジャニー喜多川が事務所に所属する未成年男子達に対して猥褻な行為を行っているという噂があり、1960年代に行われた民事裁判では、わいせつ行為に言及され、証言もあるが、日本で広く問題になることはなく、一部出版社でのみ報じられていた。性加害を受けたという元ジャニーズJr.や元ジャニーズの告発本、雑誌による取材記事、性加害の特集記事などで週刊文春を名誉棄損で訴えた民事裁判で真実性が認められた証言を踏まえると、1960年代から2010年代まで約50年に渡り、ジャニーズ事務所の中で、ジャニー喜多川による未成年の所属タレントへの性加害が続いていた疑いがあると指摘されている。ジャーナリストの松谷創一郎は PRESIDENT Online で、ジャニー喜多川の性加害が日本で看過されてきたのは、ジャニーズ事務所の業界支配があったからで、ジャニー喜多川個人の問題ではなく構造的に読み解く必要のある問題であると指摘し、「あくまでもジャニーズ事務所による組織的な性的虐待疑惑」であると述べている。ライターの高橋ユキは、ジャニーズ事務所は男性アイドルを供給し運用するビジネスモデルで巨額の利益をあげており、ジャニー喜多川が目をかけている少年、気に入った少年をデビューさせることと、ジャニー喜多川による彼らへの性加害とが極めて密接に結びついた構造になっていたと指摘している。
2023年5月14日、ジャニーズ事務所は本問題に対して公式サイトで動画を配信し、寄せられた質問に回答する文書を掲載した。社長の藤島ジュリー景子は「創業者ジャニー喜多川の性加害問題について、世の中を大きくお騒がせしておりますこと心よりお詫び申し上げます。何よりまず被害を訴えられている方々に対して深く、深くお詫び申し上げます」などと謝罪した。性加害の事実認定については「問題がなかったとは一切思っておりません」としつつも、「『事実』と認める、認めないと一言で言い切ることは容易ではない」として明言を避けた。性加害の事実については、藤島は「知りませんでした」と述べ、ジャニー喜多川と姉のメリー喜多川の2人が独裁的に会社運営を行っていたためであるとした。被害者への対応として、外部のカウンセラーや弁護士らの指導のもと、相談窓口を5月中に設置すると発表した。また、再発防止特別チームを設置して調査することとした。
9月7日、同年8月に再発防止特別チームが出した調査報告書において、同族経営の弊害を防ぐため藤島の辞任を提言したことを受け、同社は記者会見を開き、藤島が一連のジャニー喜多川の性加害を認め、同月5日付で社長を引責辞任し、後任として所属タレントの東山紀之が社長に就任したことを発表した。東山は同年内をもって芸能活動を退くことも同時に発表した。引退後は社業に専念する見通しであるとされた。東山は、創業者で問題の当事者の名前が入った社名について変更の議論はあったとしつつも、該当会見時点では名称変更については否定した。また、取締役副社長の白波瀬傑も同月5日付で引責辞任した。同日中に東京海上日動火災保険や日本航空がジャニーズ事務所との契約を見送る方針を発表し、その後に他の企業でも見送りが相次いだ。
9月19日、この先の会社運営に関して声明を発表。藤島が保有する株式の取り扱い、被害補償の具体的方策、社名変更、所属タレント及び社員の将来など、この先の会社運営に関わる大きな方向性についてあらゆる角度から議論を行い、向かうべき方針を確認、法務や税務その他の論点を精査、同年10月2日にその進捗内容を具体的に報告することとした。

#### メディアにおける報道の忌避疑惑
こうした性加害疑惑は、日本では週刊文春の一連の報道を除くと、2023年まで大手新聞・雑誌を含めほぼ報道しておらず、それがこの疑惑をめぐる大きな特徴となっている。例えば、週刊文春との裁判における判決について日本のテレビ各局は公共放送であるNHKを含めてほとんど報道せず、新聞では、朝日新聞、毎日新聞、地方紙の中国新聞が小さくベタ記事を掲載したのみで、裁判で「ジャニー喜多川による少年への性虐待の事実はあった」という証言の真実性が認定されたことは詳細に解説されることはなく、メディアの大部分がジャニーズ事務所に忖度して報道せず、社会的な問題になることはなかった。このような日本の報道機関の行動の結果、何があったか知る人は日本社会にほとんどおらず、ジャニー喜多川は社会的に弾劾されることはなく、引き続きジャニーズ事務所を運営することを許され、「国の宝」として崇められ続け、2019年7月にジャニー喜多川が死去すると、安倍晋三首相は9月の「お別れ会」に、業績を称賛し人徳を讃える弔電を送った。後の2023年のイギリスの公共放送BBCによる特集番組で、文春との裁判以降も、同様の虐待行為が続いていたことが明らかになっている。大手メディアが全くと言っていいほど報道しなかったことで、2022年末時点では、日本でこの問題はほぼ認識されていなかった。
弁護士ドットコムニュースの取材に対して、週刊文春編集長・加藤晃彦は、「メディア各社がジャニーズ事務所と『利益共同体』となり、関係を重んじている」ことが同誌の性加害の報道を他のメディアが無視し、報道を行わなかったことに関係しているのではないかと、「やはりジャニーズ事務所の影響力は非常に大きい。特にテレビ、そして本来であればテレビがやらないことは週刊誌など雑誌業界の出番なんですけど、（大手出版各社が）所属タレントのカレンダーを発売するなど、きっちり利益共同体ができあがっている。大手出版各社を事務所が押さえていたというのはやっぱり相当強かったんだろうと思います」と述べている。
ネスレ日本の元代表取締役社長兼CEOでビジネスプロデューサーの高岡浩三は自身のFacebookでジャニーズ事務所をめぐる企業の“CM撤退ドミノ”について、「正直言って、いったい何をこんなに騒いでいるのだろうか？という感覚でジャニーズ問題を見ている。クライアントCEOサイドにいた私でさえ、ジャニー喜多川氏が元々性癖があってジャニーズ事務所を開設したという噂は、かれこれ20年以上前から噂として知っていた。メディア関係者も絶対私以上に知っていたはず。なぜなら、私が知ったのは業界関係者とメディアだからだ。（中略）ただ、ジャニーズが人気絶頂の間は嫌われたらジャニーズのタレントを使われなくなるからと、怖くてニュースにも出来ないと、テレビ、新聞等のメディアは蓋をしてきたわけだ。私は、ネスレのガバナンスとコンプライアンス規定の観点から、キットカットと言えども一度もジャニーズのタレントをCMや販促に起用しなかった。（中略）私からすると、今回のジャニーズ問題はBIGモーター社と損保ジャパンの癒着問題と重なって見える」とし、「今更、ジャニーズ事務所のタレントと契約しないという大手クライアントこそ、この手の問題を知っていたはずだし、知らなかったとしたら恥ずべきことだ。それ以上に、日本のメディアはクライアントの不祥事や人気芸能事務所の問題に蓋をして、事が起こってから白々しく報じる体質だと理解しておくべきだ」と言及した。

### メディアへの圧力および利益共同体の忖度疑惑
長年にわたり、ジャニーズ事務所はマスメディアと強いつながりを持ち、同社や所属アーティスト、ジャニー喜多川に関する好意的な報道を大々的に行い、イメージや売り上げを損なうと思われる報道を減らすよう仕向けてきたという疑惑がある。ジャーナリストが挙げた事例では、特定の音楽番組やチャンネルが不利な報道をしたり、他の事務所の競合する歌手を出演させようとすると、ジャニー喜多川は所属タレントを引き揚げると脅したという 。
ジャニーズ事務所はメディアに対して極めて強い支配力を持ち、日本のメディアは機嫌を損ねることを恐れ、喜多川の顔写真を使用しないよう自粛してきたと指摘されている。BBCのドキュメンタリー『J-POPの捕食者 秘められたスキャンダル』では、本番組の取材者モビーン・アザーが、なかなか喜多川の写真を入手できず、ストックフォトの会社の担当者もジャニーズ事務所を恐れ、「我々は10枚の喜多川氏の写真を保持しているが、使うと問題になるので、これを使用することはできない」と提供を断る様子が撮影されており、日本で何人もの人から「彼の好まない写真や記事を載せれば切られる」と聞かされたと述べている。アザールは、マイケル・ジャクソンやイギリス王室、ダイアナ妃でも、自らの望まない写真のメディア掲載を禁ずることができなかったが、喜多川にはそれができたと指摘し、これは喜多川が何もかもコントロールする力、想像を絶する支配力を持っていたことを示していると述べ、問題視し批判している。
これらのメディアの忖度について、2023年9月7日に就任した現社長の東山紀之は「そう思われたというのは、やはり事務所が悪いんだと思います」とコメント。ジャニーズアイランド社長の井ノ原快彦も社長に就任してから古い慣習に疑問を持つ機会が多くなったとした上で、「すぐにはなくならないが、（メディアの皆さんと）一緒に考えていくべき問題だと思います」と述べている。

#### 圧力および忖度疑惑の証言
『主婦と生活社』元編集記者の石川敏男は、2023年9月20日の『FRIDAYデジタル』にて、同社が1988年より開催しているボーイズコンテスト『ジュノン・スーパーボーイ・コンテスト』に対し、ジャニーズ事務所側から「やめろ」と圧力を受け、その後、同社発売の『週刊女性』は、ジャニーズタレントが表紙やグラビアに載らず、会見記事が書けない状況になったことを明かした。
映画プロデューサーの奥山和由は2023年8月29日、自身のSNSにて、ジャニーズ事務所退所直後の俳優・本木雅弘を1989年の映画『226』にキャスティングした際、当時事務所副社長のメリー喜多川から圧力を受け、それ以来、ジャニーズ事務所から「出禁的待遇」を受けていることを明かした。
週刊誌『AERA』元編集長の浜田敬子は、1997年の同誌記事にメリー喜多川が激怒し、以後15年間、ジャニーズタレントへの取材のみならず、他社の俳優が主演を務めるジャニーズタレント出演映画の会見においても、出禁的待遇を受けていたことを2023年8月31日配信のオンライン報道番組『ポリタスTV』にて明かした。また、同誌編集長の木村恵子は、『AERA』2023年10月30日号掲載の記事にて、ジャニーズ事務所を退所したタレントを雑誌の表紙やインタビュー記事に起用した際、ジャニーズ事務所側から不満を示され、それ以降は起用を控えるようになったことを明かした。
元フジテレビアナウンサーの長谷川豊は、2001年に当時SMAPのメンバーであった稲垣吾郎が道路交通法違反で逮捕された際、「容疑者」ではなく「メンバー」と呼ぶように、呼ばなければもうSMAPを『SMAP×SMAP』に出させない、と当時のマネージャーであった飯島三智からの圧力があったことを、2018年自身のブログで公表した。
2023年9月24日、作家の倉本聰が財界オンラインに寄稿したコラムにおいて、数年前に、とある売り出しの女優を番組に起用しようとしたら、テレビ局から「その女優がジャニーズのタレントと一寸トラブッたことがあったらしく、その女優を使うなら今後おたくの局から全ジャニーズ関連のタレントを引き揚げると脅されて、だからその女優は使えない」と局側から言われたことがあり、その横暴さに啞然としたことがあると、ジャニーズ側より出演者への圧力があったことを述べた。
関西テレビ制作のテレビドラマ『罠の戦争』にて草彅剛を主演に起用した際、ジャニーズ事務所は放送決定が発表されたぐらいの早い段階からフジテレビにクレームを入れ、番宣のために草彅がフジテレビの番組に出演した際もジャニーズの担当者はフジテレビに文句を言っていたそうで、その後ジャニーズ事務所における関西テレビの位置付けが最低ランクまで落ちてしまった為に、それを心配した関西テレビの上層部などの“忖度チーム”がジャニーズに対し、むこう2年間、1年間に2クールずつ計4クールでジャニーズタレントの主演ドラマを制作・放送することを約束した、との報道もあった。
2023年4月3日、博報堂は同社が発行する雑誌『広告』の記事でジャニー喜多川の性加害疑惑をいったん取り上げたが、博報堂広報室長が「ジャニーズ事務所はビジネスパートナー」という理由で一部の表現を削除した。
ジャーナリストの青木理がオンライン報道番組『ポリタスTV』の2023年9月22日のライブ配信に出演した際に、記者会見の3日後くらいに某テレビ局（テレビ朝日）の幹部から聞いた話として、初めてジャニーズタレント以外の男性アイドルを同局の音楽番組『ミュージックステーション』に起用することになり、それをジャニーズ事務所の藤島ジュリー景子前社長に報告したところ、「今回はしょうがないですけど、これがずっと続くようだったら対応を考えます」と圧力、あるいは脅迫ともとれるような発言をされた、というエピソードを明かした。
日本のソーシャル型オンライン経済メディア、ニュースサイト『NewsPicks』のYouTubeチャンネルにて、堀江貴文と北野武が対談を行なった動画にて、ジャニーズ事務所の圧力等は業界内では誰でも知っていて、その姿勢は徹底しており、またボーイズグループにおける独占企業であった為、他の大手事務所から出てきた「歌って踊れる若い男性のグループ」には徹底的に圧力をかけていたそうである。太田プロダクションが若いお笑いタレントで歌って踊れるグループ作り、テレビ出演した時も、すぐにジャニーズから問い合わせがきたそうである。
映画監督の樋口真嗣は2025年4月に行われたアメリカのオンラインメディア「Deadline.com」とのインタビューにおいて、1975年に公開された日本映画『新幹線大爆破』とのリブート版製作を計画しており、その主演として、以前にも樋口が製作に携わった映画（『日本沈没』）に出演していた草彅を起用することを予定していた。しかし、SMAP解散騒動などの影響により、各映画会社がジャニーズ事務所並びにその創業者であるジャニー喜多川に忖度し、草彅の起用を躊躇したことから、2025年にNetflixによる製作でリブート版が実現するまで、20年近くにわたって、この構想が宙に浮いた状態であったことを証言している。
日本テレビは性加害問題についての社内調査結果を2023年10月4日放送の報道番組『news every.』にて公表し、その中で毎年夏に同局系列にて製作・放送されており、1995年からチャリティーパーソナリティーとしてジャニーズ事務所所属タレントを起用しているチャリティー番組『24時間テレビ 「愛は地球を救う」』において、ある年にチャリティーパーソナリティーを別の事務所の女性グループを起用したところ、その年はジャニーズ事務所からゲストを含む出演が無かったことを明らかにしているほか、当時の芸能デスクも「ライブなどの取材や新曲のインタビューもあり、外されるのは怖い。実際にやられている雑誌を見ているので突っ込みにくかった」と証言、更に同局製作の報道番組にジャニーズ事務所所属タレントをキャスターとして起用したことにより、同事務所所属タレントが起こした強制わいせつ事件に対する報道対応が遅れるなど、同事務所に対する忖度があったことを認めた。
TBSテレビも同局とジャニーズ事務所との関係についての社内調査結果を2023年10月7日放送の報道番組『報道特集』にて公表し、編成・制作経験者から「怒らせたらダメ。この1年の間にも、ジュリー氏を通じてキャスティングをめぐる圧力が番組にあった」「なぜ忖度（そんたく）するかというと番組出演をなくされるのを恐れていたから」などの証言があったほか、2012年にジャニー喜多川が運転している車が交通事故を起こし、当初はお昼の『JNNニュース』で事故のニュースの放送を予定しておきながら、編成部に配慮して最終的に放送を見送るなど、日本テレビ同様、TBSテレビも同事務所に対する忖度があったことを認めた。また、同番組のキャスターでジャニー喜多川によるセクハラ被害を巡る最高裁判所判決時に報道局デスクを務めていた日下部正樹は「勇気をもって声を上げた被害者の方々には、どんな言葉を尽くしてもおわびのしようもありません。私たちは報道機関として当然持つべき弱い立場の人々に寄り添う思いと想像力を欠いていました」と謝罪した上で「ジャニーズという巨大な帝国を育てたのは間違いなくテレビ局です」と断罪した。
フジテレビも性加害問題についての社内調査結果を2023年10月21日放送の自己批評番組『週刊フジテレビ批評特別版』にて公表し、その中でジャニーズ事務所（当時）所属タレントが逮捕されたという情報を入手していたが、報道局と編成局との協議や調整により、結果的に他社より遅く報じることになってしまったケースやジャニーズ事務所所属タレントが主役のドラマにおいて、同事務所の元所属タレントや他の芸能事務所のイケメングループとの共演（キャスティング）を避けたケースがあったことを明らかにした。なお、情報制作局の元幹部はジャニーズ事務所所属タレント結婚報道の際に同事務所から「取材した映像を放送しないでほしい」という執拗な要請を受けたが、その要請を拒否した結果、一定期間当該番組が同事務所の取材現場から出入り禁止になるペナルティーを受けたことも明らかにしたが、こちらは「気にしなかった」と証言している。

#### 独占禁止法違反の恐れ
2019年7月、ジャニーズ事務所が民放テレビ局などに対し、かつて同社に所属していて2016年に解散したグループSMAPの元メンバーで、現在新しい地図のメンバーである、香取慎吾、草彅剛、稲垣吾郎の3人を地上波に出演させないよう圧力をかけた疑いがあるとして、公正取引委員会は私的独占の禁止及び公正取引の確保に関する法律（独占禁止法）違反の恐れでジャニーズ事務所に注意処分を下したことが明らかとなった。

##### 公正取引委員会による注意処分の理由
なお、ジャニーズ事務所に対しての注意処分の一連の流れを指揮していた公正取引委員会委員長、杉本和行は注意処分を下したことに関して、『今回注意を下した理由は、ジャニーズ事務所は「優越的地位の濫用」のおそれがあり、例えば「脱退したメンバーを番組に出演させたら、もうあなたの局には所属タレントを出しませんよ」と事務所が圧力をかけたとすると、事務所を独立した芸能人の方は自由な活動ができなくなる。これはマーケットパワーの強い事務所が、新規参入の事務所、あるいは個人の活動を制限する行為だ。つまり、市場において優越的地位にあるものが、自由な競争を阻害する行為となる。独禁法は独占することを禁じる、すなわち市場における公正で自由な競争を守るための法律だから、こうした圧力行為があるとすれば当然処分の対象になる。』と週刊文春の取材に答えた。

##### 関係機関のコメントと事実関係
NHKは、NEWS WEBにおいて、民放テレビ局の関係者が公正取引委員会に対し「ジャニーズ事務所にタレントの出演を依頼した際､『SMAPの元メンバー3人（新しい地図）が関わっている場合には、所属タレントは出演させられない』と圧力をかけられた｣と記載したが、民放テレビ各局は､ ジャニーズ事務所から3人を出演させないよう圧力があったかとの質問に「そのような事実はありません」と否定している。NHKは7月24日の放送総局長定例会見で NHK編成局計画管理部の山内昌彦部長が、SMAPの元メンバー3人に関してジャニーズ事務所からNHKへの圧力について触れた。
ところが週刊文春によれば、2021年放送開始の香取慎吾出演ドラマの楽曲を担当する予定であった音楽グループが降板することになり、音楽グループが所属するレーベルの関係者がドラマ放送開始前の2020年にジャニーズ忖度を彷彿させるメールを送っていたという。

##### ジャニーズ事務所の対応
ジャニーズ事務所は「テレビ局に圧力などをかけた事実はなく公正取引委員会から行政処分や警告を受けたわけでもない。とはいえ調査は受けたことは重く受け止め今後は誤解のないようにしたい。」とコメントを発表している。公正取引委員会から行われた「注意」に関する対応については触れていない。

##### 現在
新しい地図の3人はジャニーズ事務所退所後も、「おじゃMAP!!」や「SmaSTATION!!」といった地上波レギュラー番組に計10本近く出演していたが、2019年3月までにすべて終了した。なお、インターネットでは、Abema TVでのバラエティー番組、7.2 新しい別の窓を2018年より放送している。
ジャニーズ事務所現社長の東山紀之は2023年9月7日に行われた記者会見の中で記者から新しい地図やTOBEを始めとする退所タレントの活動に対して妨害しないことの確認を問われ、「もちろんだ。必要ない。ファンの方がいてこそなので、公平にいくべきだと僕自身も思っています」と回答している。

#### 所属タレントの逮捕報道における呼称
報道機関は、ジャニーズ事務所の所属タレントが逮捕された際に、「容疑者」とは呼ばず「メンバー」と呼び報道してきた。稲垣吾郎が2001年に道路交通法違反（駐車違反）ならびに公務執行妨害罪の容疑で逮捕されると、TBSなど民放は「稲垣メンバー」と呼んで報道した。新聞もこれに倣うようになり、2018年に山口達也が強制わいせつ容疑で書類送検されると、読売新聞を除く大半の新聞が「山口メンバー」と呼んで報道した。
報道機関は、タレントが退所した場合は「容疑者」呼びに戻しており、ジャニーズ事務所を辞めた山口達也が2020年にオートバイの酒気帯び事故を起こすと、全ての新聞が「山口容疑者」と呼んで報道した。

## ジャニーズショップ
株式会社ジェイステーション(現:株式会社NEXTPART)･株式会社ジェイベース(現:株式会社Merch Company)が運営していた、ジャニーズ事務所公認のグッズ販売店。『Johnny's Magazine』･『ジャニーズ・ニュース』･『Johnny's Jr. 名鑑』シリーズの発行・販売も行っていた。ECサイト「Johnnys' ONLINE STORE」も構えていた。
1988年12月18日、原宿にてオープン。当時の店名は『Johnny's』で店名+地名(例:ジャニーズ原宿)と呼ばれていた。オープン当時はガラス張りの店内で赤と青が基調となっており、少年隊ブランドグッズ･光GENJIブランドグッズ・ジャニーズブランドグッズの合計100点が展開されていた。後に札幌店がオープンする頃には420〜430種類が展開されていた。当時はタレントグッズを主に扱っており、『Johnny's』の隣には『ジャニーズ写真館 Johnny's gallery』も併設。オープンから営業終了までに3度ロゴの変更が行われた。
2023年12月1日、株式会社Merch Companyがジャニーズショップの後継ショップである「×××××. POP UP STORE(読み:ブランクドット ポップアップストア)」をオープンすることを発表した。　「×××××.POP UP STOREは皆さまと一緒につくり上げることを目指しています」と思いを込め「ブランクの部分には思い思いの言葉をあてはめ、ご来店の際はぜひ、言葉に込めた思いと一緒にお越しください」と呼びかけた。

### 現在の店舗
・×××××. POP UP STORE
ネット通販サイト。2023年12月8日開設。
・×××××. POP UP STORE Shibuya Branch
東京都渋谷区神南1丁目16-8 PARKWAY SQUARE 3 1F • 2F
・×××××. POP UP STORE Nagoya Branch
愛知県名古屋市中区丸の内3-17-6ナカトウ 丸の内ビル1F
・×××××. POP UP STORE Osaka Branch
大阪府大阪市北区角田町2-15 シログチビル
・×××××. POP UP STORE Fukuoka Branch
福岡県福岡市中央区地行浜2-2-1 MARK IS 福岡ももち3F

### 閉店した店舗

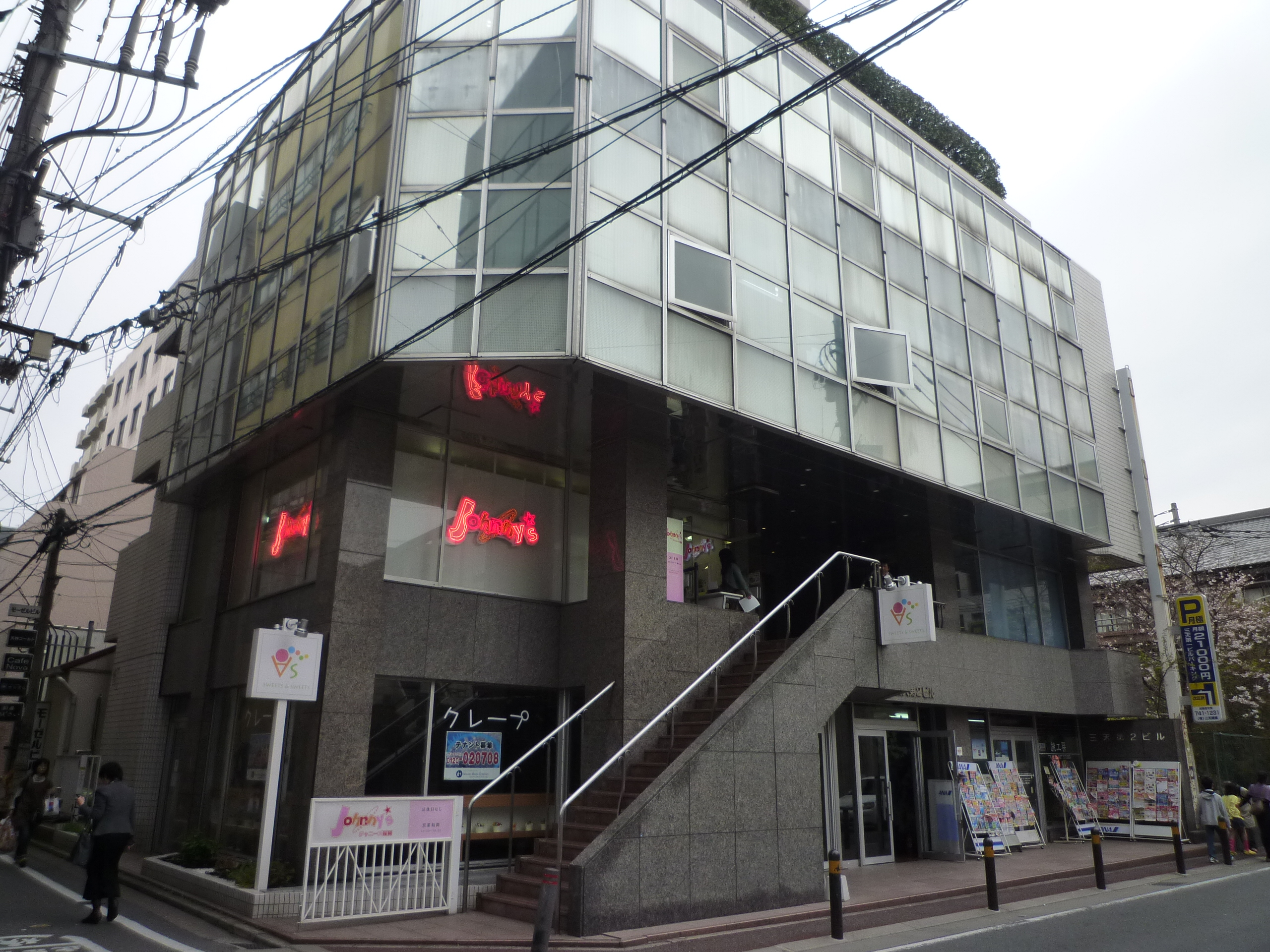
ジャニーズショップ福岡（2011年）

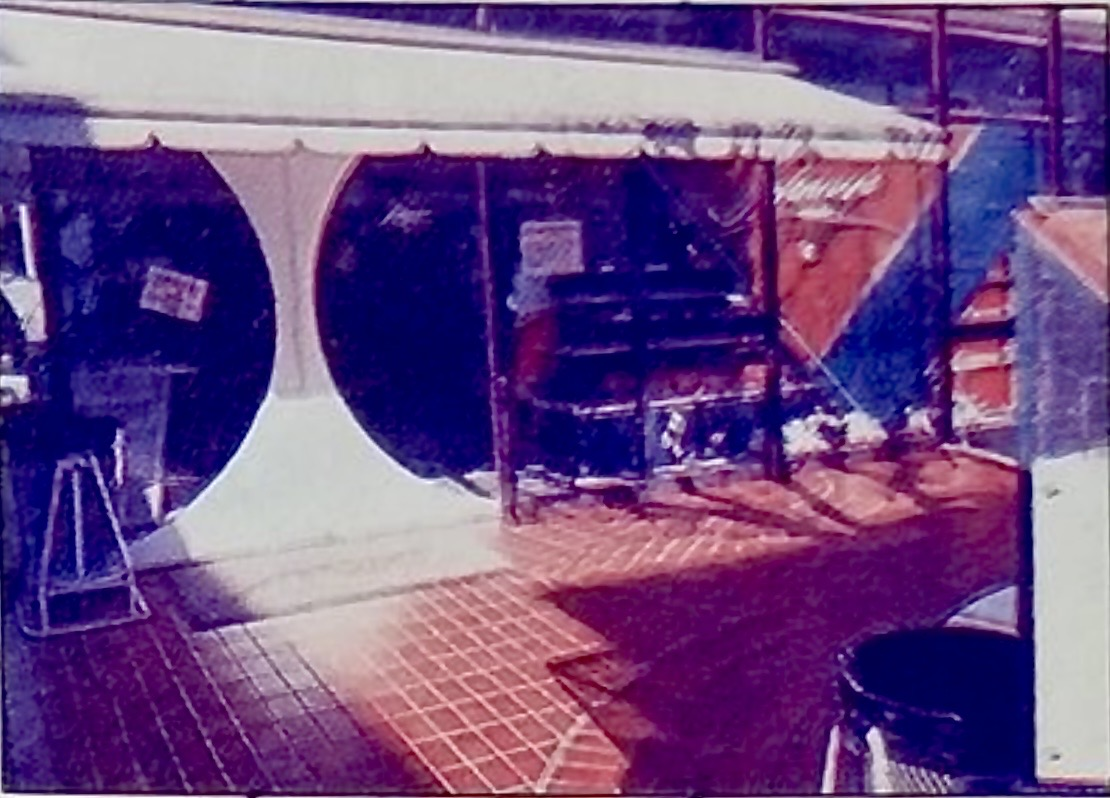
ジャニーズ原宿オープン当時の外観

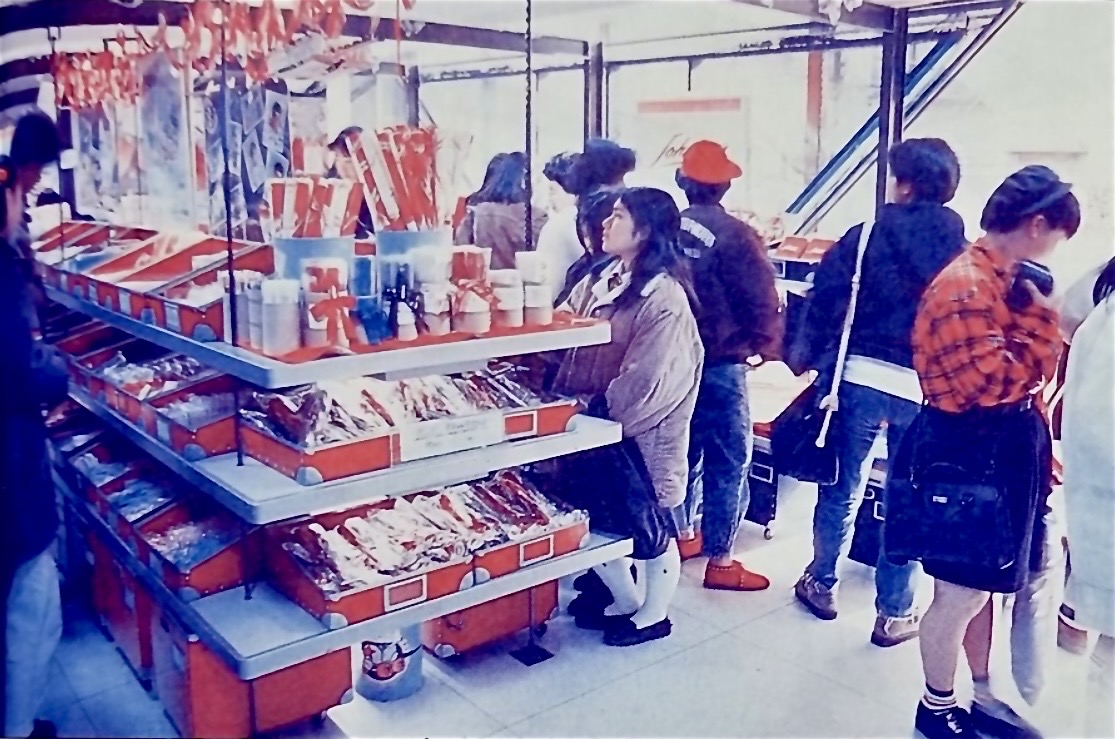
ジャニーズ原宿オープン当時の内装

- ジャニーズショップ原宿

〒150-0001 東京都渋谷区神宮前1-14-21 イルサリチェビル 1F･B1F
オープン当時は1Fのみであったが、後にB1Fにも拡大された。
- ジャニーズショップ嵐山

〒616-8384　京都府京都市右京区嵯峨天竜寺造路町37-2
大阪店に吸収合併という形で、2007年12月末を以て閉店。

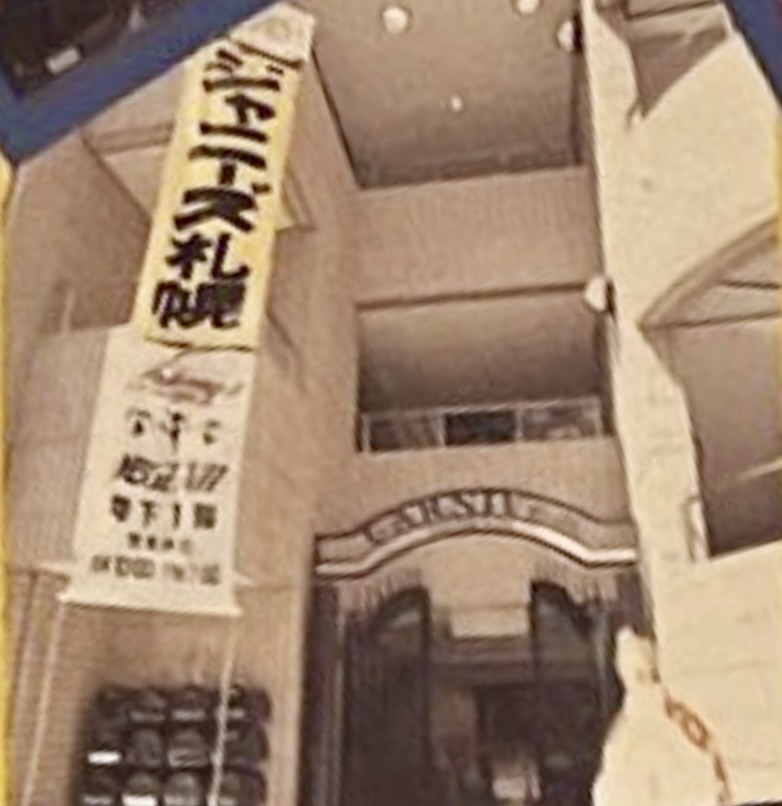
ジャニーズ札幌

- ジャニーズショップ渋谷 / Johnnys' ISLAND STORE

〒150-0042 東京都渋谷区宇田川町21-1西武渋谷店B館地下1階
『Johnnys' ISLAND STORE』は2019年5月に初のジャニーズJr.専門店としてオープン。六本木と大阪でもPOP UP STOREが開催されていた。
『ジャニーズショップ渋谷』2020年8月末ジャニーズショップ原宿の閉店に伴い、2021年9月9日西武渋谷店地下1階にJohnnys' ISLAND STOREと併設される形でオープン。
ジャニーズショップは株式会社ジェイベースが運営していたが、Johnnys' ISLAND STOREの店舗運営は外部委託であった。

2023年8月21日に移転を行うことが発表され、同年9月30日をもってジャニーズショップ渋谷は一時休業。Johnnys' ISLAND STOREはジャニーズショップと統合し、店舗・オンラインストアともに9月30日をもって営業終了。
- ジャニーズショップ名古屋

〒460-0002 愛知県名古屋市中区丸の内3-17-6 ナカトウ丸の内ビル 1F
2023年10月16日を以て一時休業。
- ジャニーズショップ大阪

〒530-0017 大阪府大阪市北区角田町2-15 シログチビル1F・2F
2023年10月16日を以て一時休業。
- ジャニーズショップ福岡

〒810-8639 福岡県福岡市中央区地行浜２丁目２−１ MARK IS 福岡ももち ３階
2023年10月16日を以て一時休業。
- Johnny's ONLINE STORE

ネット通販サイト。2019年5月6日開設。

## 主要関連企業
出典
- 株式会社ストームレーベルズ（旧：株式会社ジェイ・ストーム）

東京都港区赤坂9-6-35
レコード会社・映画制作会社。代表取締役会長：藤島ジュリー景子
2017年1月現在ジャニーズ・エンタテイメント同様、日本レコード協会に準会員として加盟。
2024年1月1日より社名を株式会社ジェイ・ストームから変更した。
- 株式会社ヤング・コミュニケーション

東京都港区赤坂9-6-35
コンサート及び舞台主催、代表取締役社長：ジャニー喜多川
- コンサート事務局

株式会社ヤング・コミュニケーションのチケット販売部門。
- 株式会社エム・シィオー

東京都港区赤坂9-6-35
書籍、マーチャンダイジング、宣伝ツールの企画・制作、コンサートグッズ販売。代表取締役会長：藤島ジュリー景子
- 株式会社NEXTPART（旧：株式会社ジェイステーション）（別表記は「J-STATION」）

東京都港区赤坂9-6-35
タレントグッズ販売、ジャニーズショップの経営。1989年5月にジャニーズ事務所51%、日本廣明社49%の出資で設立。
- 株式会社Merch Company（旧：株式会社ジェイベース）[315]

東京都渋谷区渋谷3-1-1 PMO渋谷Ⅱ 10F
ジャニーズオフィシャルショップ実店舗・オンラインストアの管理・運営。
- ユニゾン株式会社

東京都港区赤坂9-6-35
広告事業。代表取締役会長：藤島ジュリー景子
- 株式会社ブライト・ノート・ミュージック（旧：株式会社ジャニーズ出版[315]、別名：「ジャニー・カンパニー」、「ジャニーズ・パブリッシング」）

東京都港区赤坂9-6-35
音楽出版事業。代表取締役社長：ジャニー喜多川。THE GOOD-BYEの所属事務所。野村義男が一時期所属。
- 株式会社ミュージックマインド

東京都港区赤坂9-6-35
音楽出版事業。
- 株式会社グルーヴ・ミュージックカンパニー（旧：株式会社ジャニーズ・ミュージックカンパニー）[315]

東京都港区赤坂9-6-35
音楽出版事業。2020年に音楽レーベル事業を開始。Sexy Zone所属レーベル「Top J Records」の母体。
- 株式会社ennpower(旧：株式会社アートバンク)

東京都港区赤坂7-10-20
携帯コンテンツ事業、2003年5月14日からスタートしたモバイル公式サイト「Johnny's web」のために設立。
- 株式会社つづきスタジオ

東京都港区麻布十番4-6-9
リハーサル・レコーディングスタジオ。1991年12月より、ジャニーズ事務所の直営となった。代表取締役社長：ジャニー喜多川、企業番号：293792410。
- ファミリークラブ（旧：ジャニーズファミリークラブ）

東京都渋谷区渋谷1-10-10
ファンクラブ運営
- 株式会社Annex（旧：株式会社ジャニーズアイランド）

東京都渋谷区渋谷3-29-24
2019年1月15日設立。代表取締役社長：井ノ原快彦。主にジャニーズJr.のプロデュースを行っている。
- 株式会社東京・新・グローブ座

東京都新宿区百人町3-1-2
東京グローブ座の運営。代表取締役社長：藤島ジュリー景子
- 株式会社TOKIO

東京都港区赤坂9-6-35
社会貢献プロジェクト及び所属アーティストの育成、所属アーティスト出演の為の業務等。
2021年4月1日設立。
代表取締役社長：城島茂、取締役副社長兼企画：国分太一、取締役副社長兼広報：松岡昌宏。
- 株式会社MENT RECORDING

東京都港区赤坂9-6-35
レコード会社。代表取締役社長：藤島ジュリー景子
2022年1月11日設立。
- 株式会社TOKIO-BA

東京都港区赤坂9-6-35
「TOKIOが手掛ける場所」という意味。福島県西白河郡西郷村の約8万平米の広大なフィールドを購入し、そこで全国のファンからアイデアを募りながら事業を行う。
2022年5月5日設立。
代表取締役会長：藤島ジュリー景子
取締役社長：国分太一、取締役副社長：城島茂、松岡昌宏。

### 過去の関連企業
- 株式会社ジェイ・ドリーム

2005年6月設立。代表取締役社長：ジャニー喜多川
2016年の飯島の退社をもって事業停止状態となっている。
- 株式会社クンクン

東京都港区赤坂8-11-20
代表取締役社長：月丘夢路
雑誌、カレンダー等の企画制作の各出版社との契約折衝代行。その他、化粧品製造販売も行っていた。
2018年11月7日をもって倒産。
- 株式会社ジャニーズ・エンタテイメント

東京都港区赤坂8-11-20
レコード会社。代表取締役社長：小杉理宇造
2017年1月現在日本レコード協会に準会員として加盟。
2019年5月31日をもって『ジェイ・ストーム』に全事業を譲渡し事業終了。